# Ansouis
Ansouis [ɑ̃swi(s)] est une commune française située dans le département de Vaucluse, en région Provence-Alpes-Côte d'Azur.
La commune est située au sud du massif du Luberon et son village est un village perché. Comme beaucoup de communes du secteur, tourisme et agriculture (vignes, oliviers, etc.) jouent une part importante dans son économie.

## Géographie
Construit à l’abri du mistral, Ansouis domine la plaine de la Durance et se situe au sud de Cucuron et de Sannes et au nord de Villelaure et Pertuis.
Aujourd'hui, la commune compte parmi les plus beaux villages de France.

### Communes limitrophes

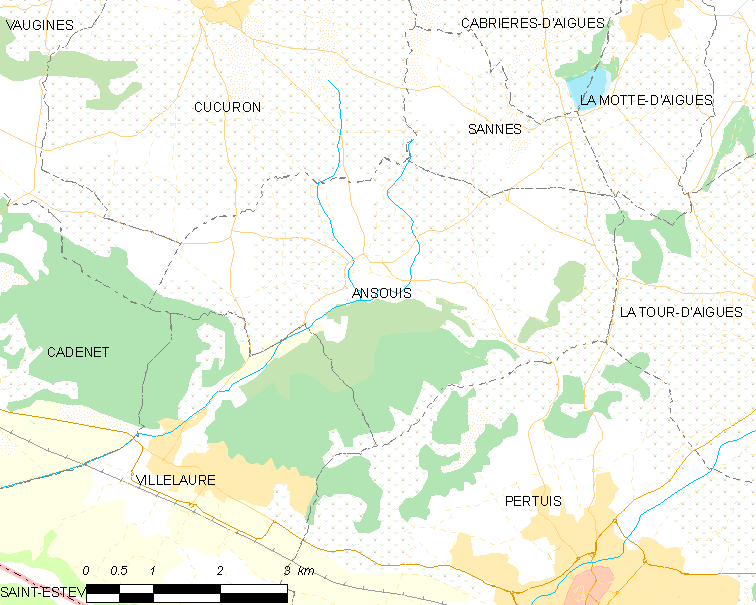
Situation d'Ansouis.

Ansouis est entourée des communes suivantes, qui appartiennent au canton de Pertuis sauf Villelaure au canton de Cadenet.
| Cucuron    | Sannes     | Sannes  |
| Villelaure | Ansouis    | Sannes  |
| Villelaure | Villelaure | Pertuis |

### Accès
Trois routes départementales vont à Ansouis : la D 37, la D 56 et la D 135.
Gares SNCF à Pertuis à 7 km vers Aix-en-Provence et Marseille et à Manosque - Gréoux-les-Bains à 28 km.
Gares TGV à Aix-TGV Arbois (45 min) ou Avignon-TGV (50 min).
Distance des grandes villes françaises
L'orientation et la localisation d'Ansouis par rapport à quelques grandes villes françaises sont données dans le tableau suivant. Distances à vol d'oiseau :
| Ville                | Marseille | Montpellier  | Nice         | Lyon       | Toulouse   | Bordeaux   | Strasbourg   | Paris      | Nantes       | Rennes       | Lille      |
| Distance Orientation | 50 km (S) | 129 km (S-O) | 145 km (S-E) | 230 km (N) | 324 km (O) | 498 km (O) | 567 km (N-E) | 619 km (N) | 673 km (N-O) | 736 km (N-0) | 789 km (N) |

### Relief et géologie

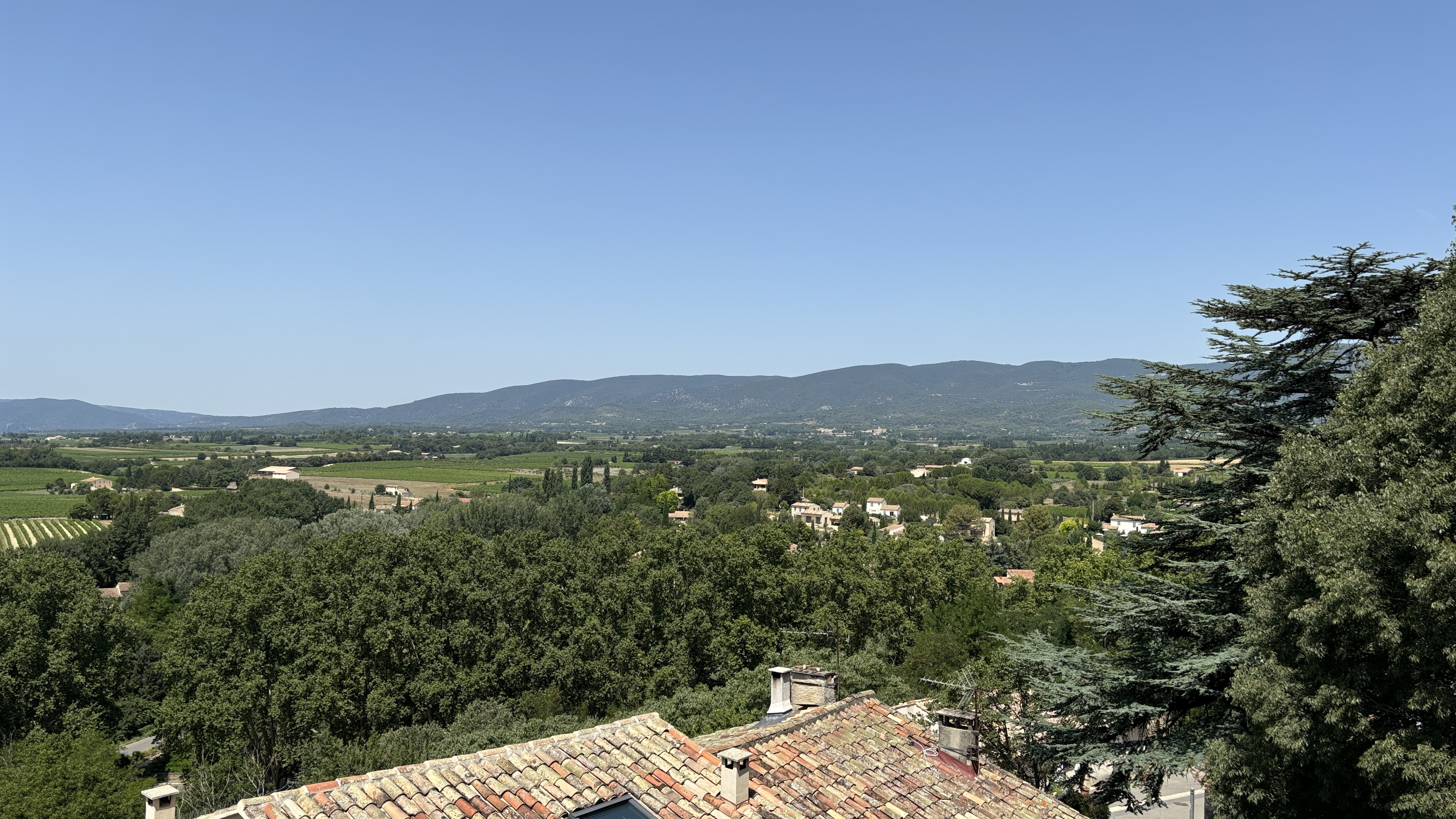
Panorama depuis le village

La commune est située au sud du massif du Luberon, massif montagneux formé de terrains du secondaire (crétacé inférieur) et au nord de la vallée de la Durance (sur la commune voisine de Villelaure).
Le village quant à lui est situé sur un petit relief au nord d'une colline plus importante (qui lui offre son point le plus haut), et au sud d'une zone vallonnée sans pour autant qu'une hauteur ne s'en détache vraiment. Son point le plus bas est au sud-ouest, à proximité du croisement des routes départementales 37 et 182.

### Hydrographie
Plusieurs ruisseaux passent sur la commune et se jettent dans le Merderic (torrent) qui traverse la commune pour rejoindre la commune voisine de Villelaure et continuer dans la Durance. On peut noter le renard, le ruisseau de Saint-Jean, le ruisseau du Vabre, le ruisseau de Canaux ou encore l'Hermitage.

### Sismicité
Les cantons de Bonnieux, Apt, Cadenet, Cavaillon, et Pertuis sont classés en zone Ib (risque faible). Les autres cantons du département de Vaucluse sont classés en zone Ia (risque très faible). Ce zonage correspond à une sismicité ne se traduisant qu'exceptionnellement par la destruction de bâtiments.
- Tableau des tremblements de terre remarquables[2]

| Année                     | Éventuelle évaluation de l'intensité | Épicentre                       |
| ------------------------- | ------------------------------------ | ------------------------------- |
| 13 décembre 1509          | 5,5 échelle de Richter               | inconnu                         |
| 24 avril 1535             | évaluation impossible                | inconnu                         |
| 24 avril 1708             | 5,5                                  | Manosque                        |
| 19 mars 1812              | 5                                    | Beaumont-de-Pertuis             |
| 24 février 1818 (10 h 10) | 2-3                                  | Aix-en-Provence                 |
| 11 juin 1909              | 6,2                                  | Lambesc                         |
| 1994                      | faible                               | Beaumont-de-Pertuis et environs |

### Climat
Pour des articles plus généraux, voir Climat de Provence-Alpes-Côte d'Azur et Climat de Vaucluse.
En 2010, le climat de la commune est de type climat méditerranéen franc, selon une étude du Centre national de la recherche scientifique s'appuyant sur une série de données couvrant la période 1971-2000. En 2020, Météo-France publie une typologie des climats de la France métropolitaine dans laquelle la commune est exposée à un climat méditerranéen et est dans la région climatique Provence, Languedoc-Roussillon, caractérisée par une pluviométrie faible en été, un très bon ensoleillement (2 600 h/an), un été chaud (21,5 °C), un air très sec en été, sec en toutes saisons, des vents forts (fréquence de 40 à 50 % de vents > 5 m/s) et peu de brouillards.
Pour la période 1971-2000, la température annuelle moyenne est de 13,2 °C, avec une amplitude thermique annuelle de 16,8 °C. Le cumul annuel moyen de précipitations est de 657 mm, avec 5,8 jours de précipitations en janvier et 2,6 jours en juillet. Pour la période 1991-2020, la température moyenne annuelle observée sur la station météorologique de Météo-France la plus proche, « Sannes », sur la commune de Sannes à 3 km à vol d'oiseau, est de 13,5 °C et le cumul annuel moyen de précipitations est de 692,8 mm. 
La température maximale relevée sur cette station est de 42,3 °C, atteinte le 28 juin 2019 ; la température minimale est de −14,5 °C, atteinte le 30 décembre 1996,,.
Les paramètres climatiques de la commune ont été estimés pour le milieu du siècle (2041-2070) selon différents scénarios d'émission de gaz à effet de serre à partir des nouvelles projections climatiques de référence DRIAS-2020. Ils sont consultables sur un site dédié publié par Météo-France en novembre 2022.

### Transports
Ansouis est desservi par la ligne 9-2 de TransVaucluse Pertuis - Puyvert.

### Faune et flore

#### Faune
Depuis la Durance sur la commune voisine, on peut apercevoir le sud du massif du Luberon et de ses résurgences avec de hautes falaises qui constituent un milieu très hostile où seules les espèces les plus rustiques peuvent vivre :
- des insectes (sauterelle, mante religieuse, cigale),
- des arthropodes, comme le grand scolopendre et le grand scorpion jaune, tous deux très venimeux,
- des reptiles tels que la vipère aspic, venimeuse, mais qui fuit au moindre bruit, la couleuvre à échelons, la couleuvre de Montpellier, le seps, le lézard ocellé, le plus grand lézard d'Europe, pouvant atteindre 90 cm de long[10] ;

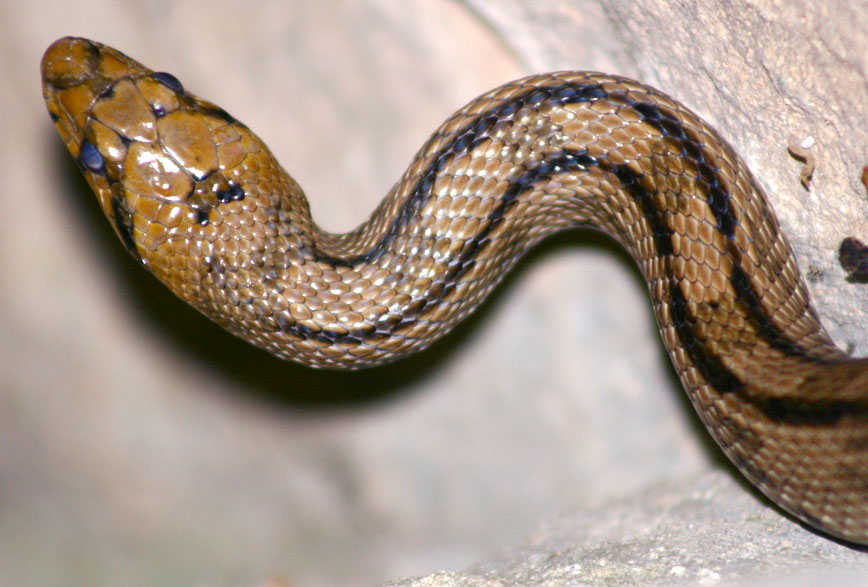
La couleuvre à échelons du Luberon.
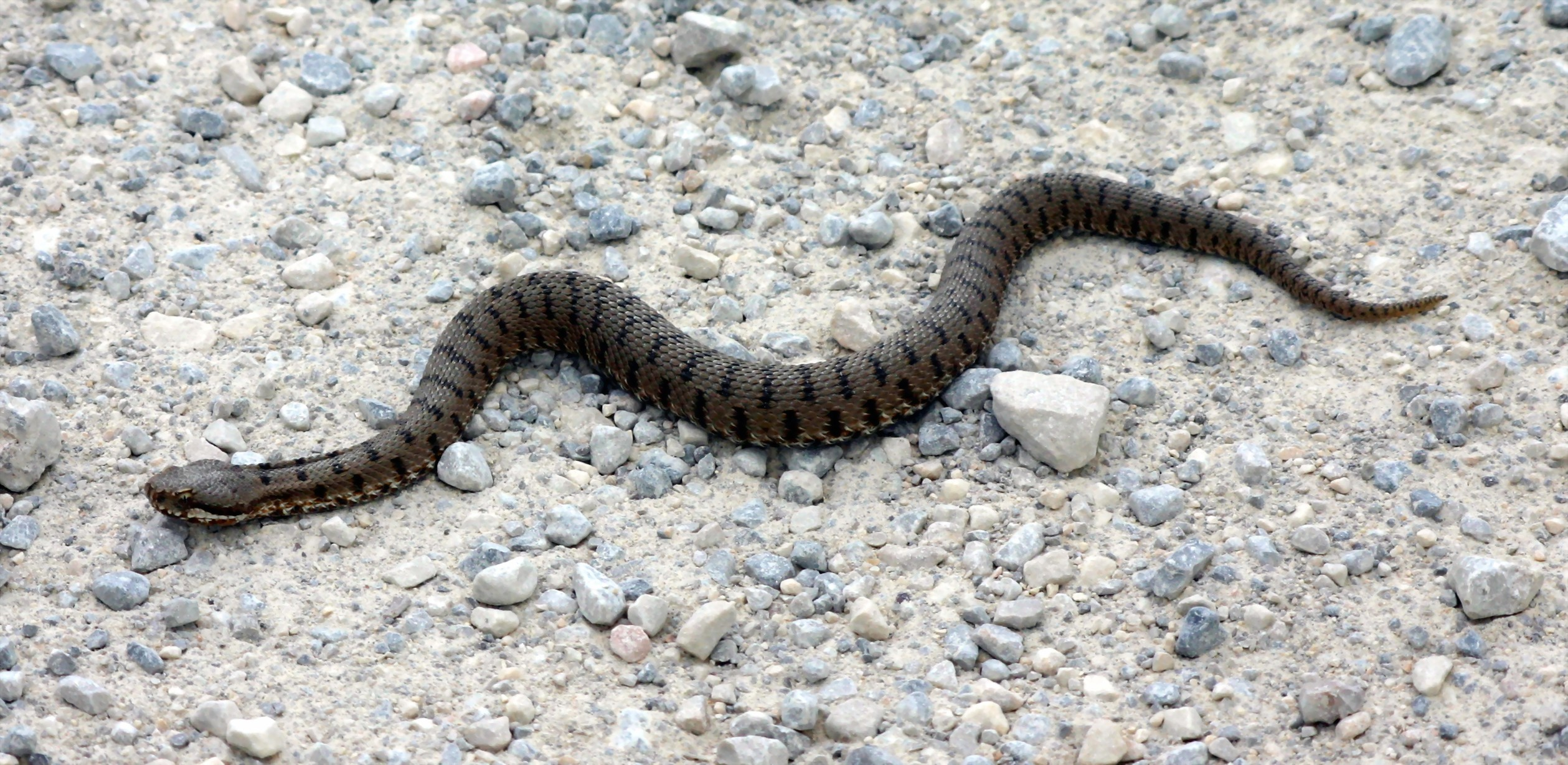
Vipère aspic.
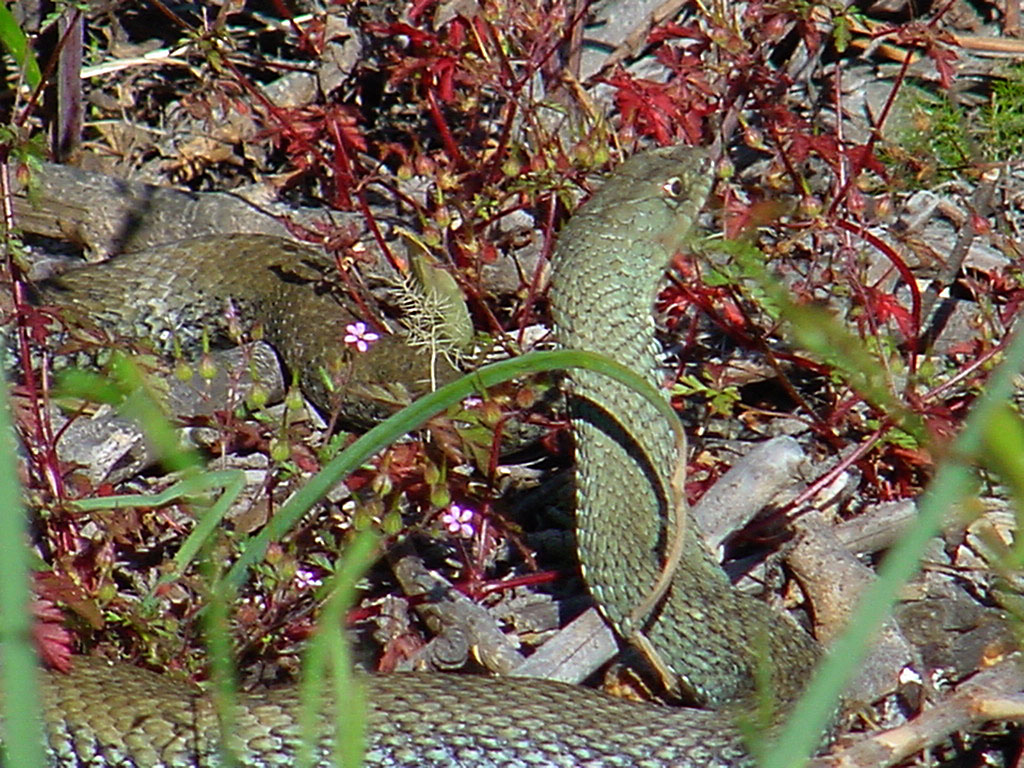
Couleuvre de Montpellier.
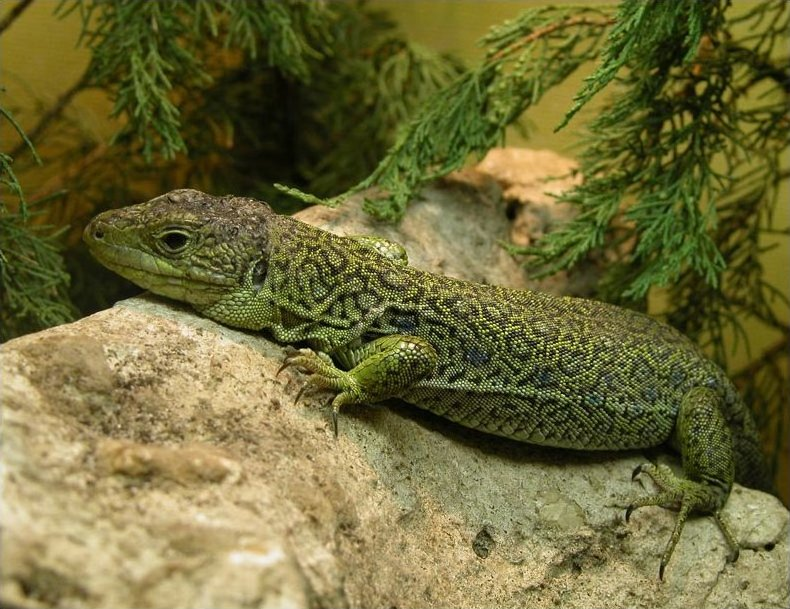
Lezard ocellé.

- des oiseaux, rapaces diurnes d'une part, comme le circaète Jean-le-Blanc, le plus grand des rapaces du Luberon, le vautour percnoptère[11], le faucon, la buse et l'aigle de Bonelli (toutes espèces menacées), ou nocturnes d'autre part, comme le grand-duc[11], le moyen-duc, le petit-duc, la hulotte ;

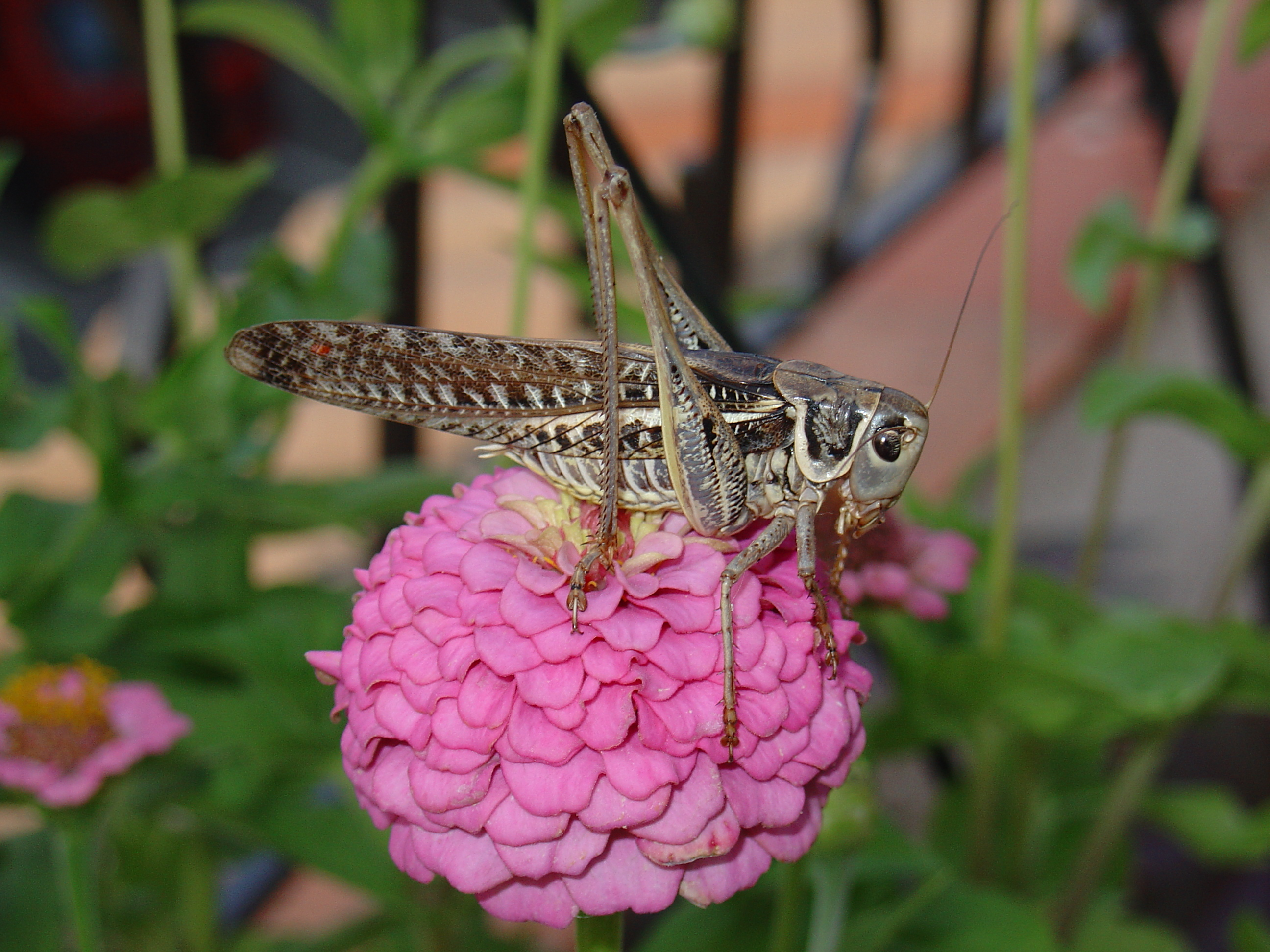
Dectique à front blanc (Decticus albifrons).
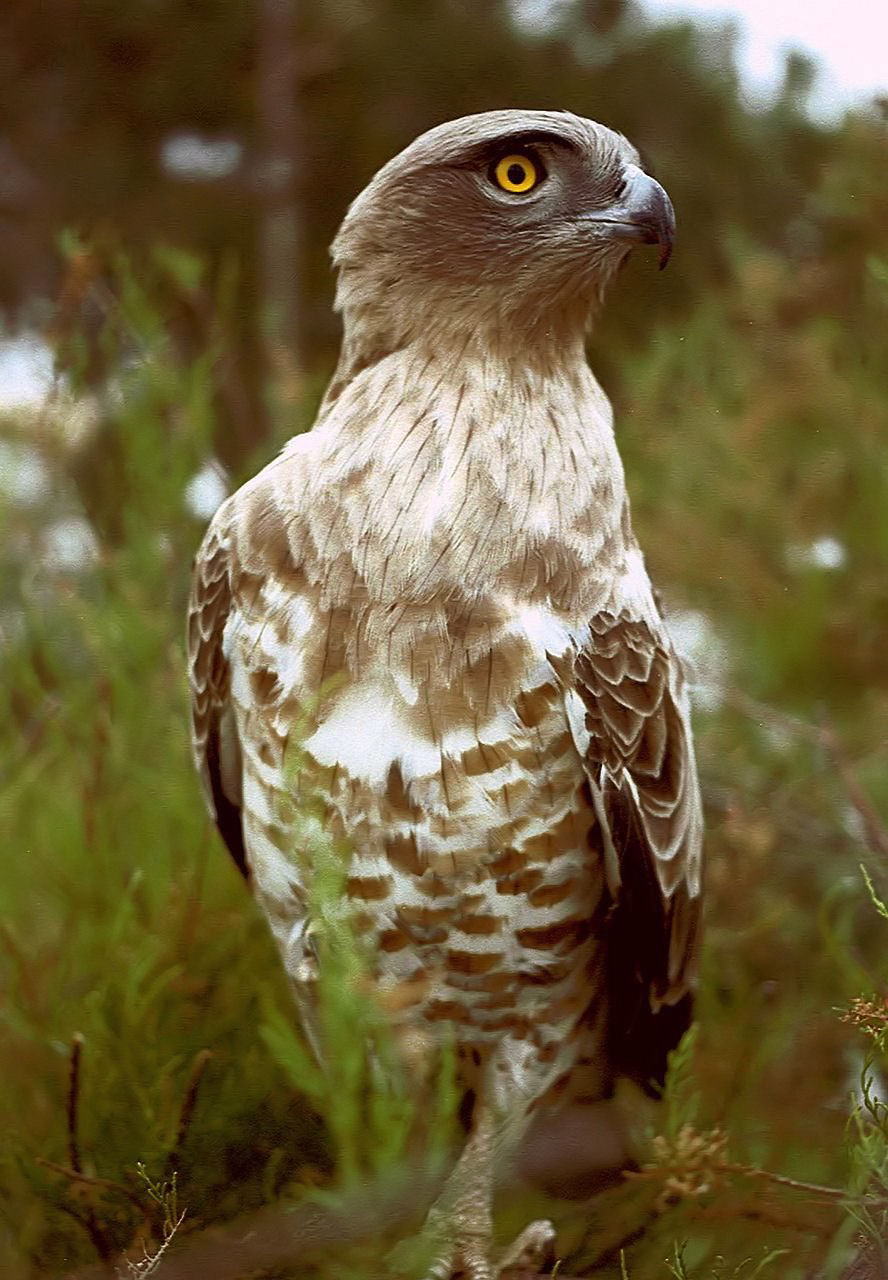
Le circaète Jean-le-Blanc est le plus grand des rapaces du Luberon.
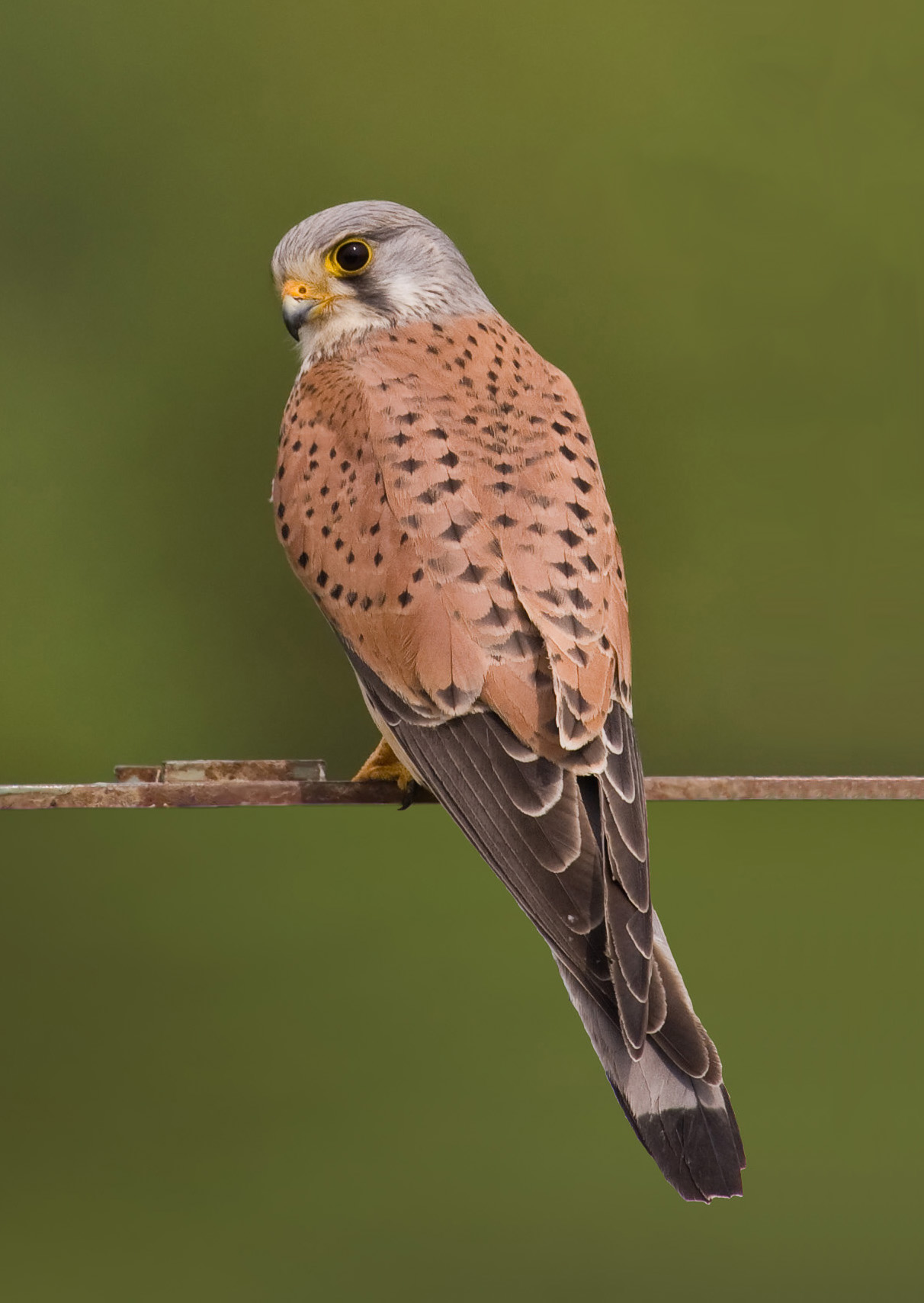
Faucon.
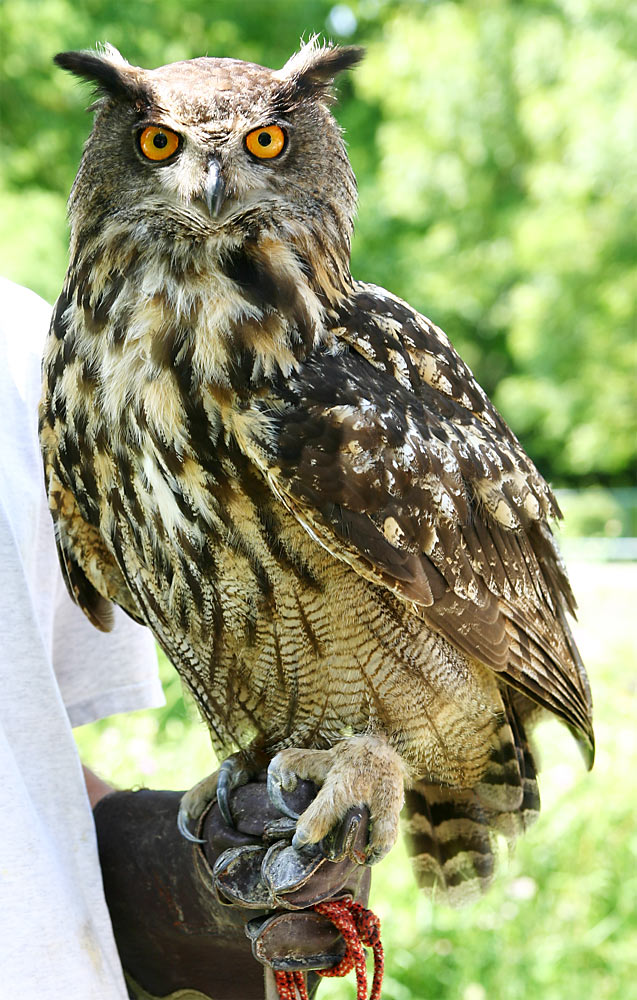
Grand-duc.

- des mammifères comme le sanglier, le blaireau en voie d'extinction, ainsi que le renard roux, l'écureuil, des rongeurs dont le plus petit mammifère du monde, le pachyure étrusque ; le castor a survécu dans la Durance, toutes les colonies de castors existant en France sont issues de celles ayant survécu dans la région.

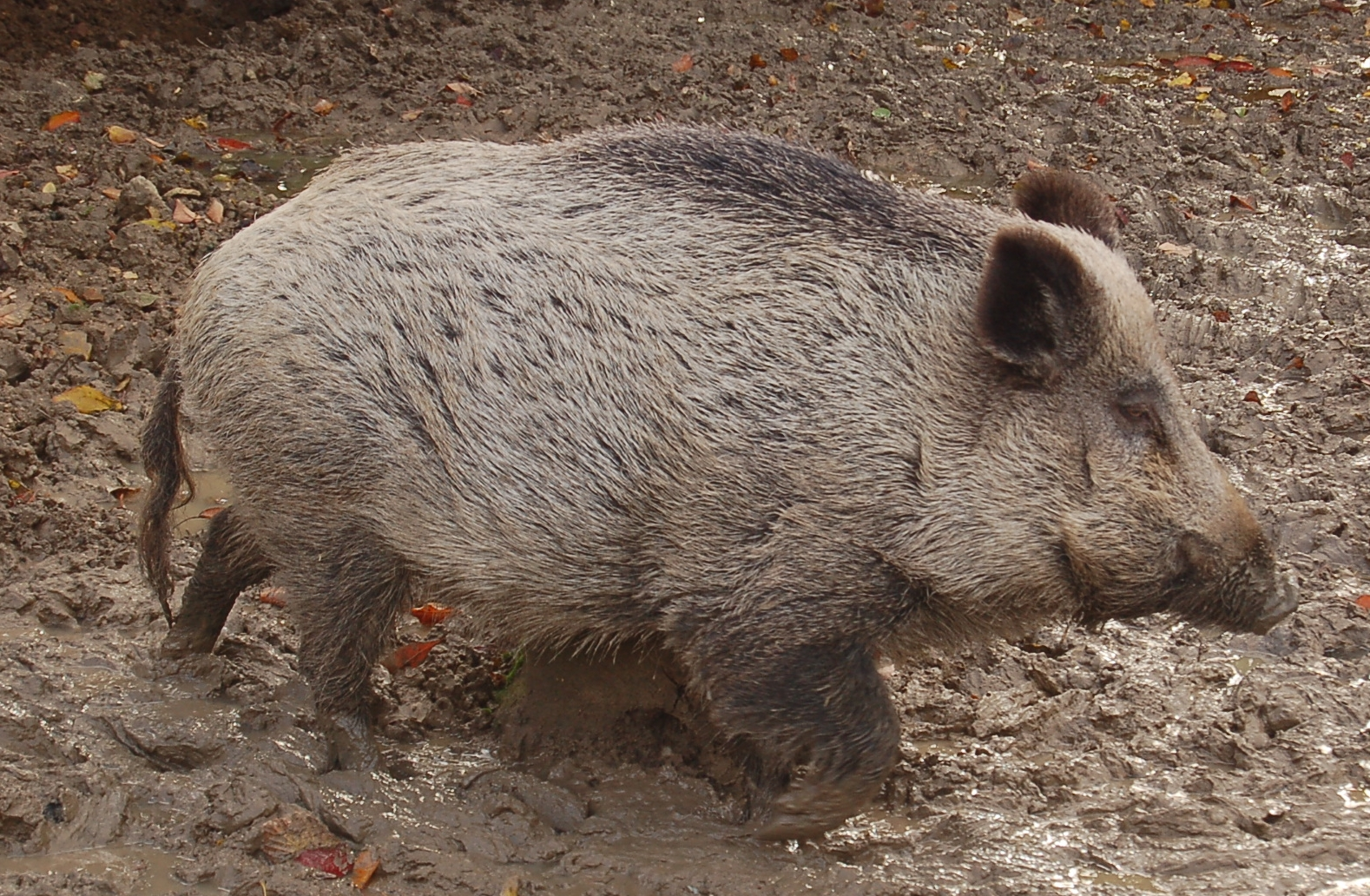
Sanglier.
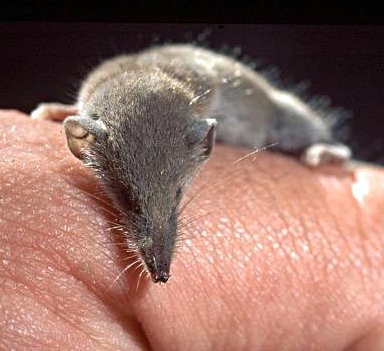
Pachyure étrusque.
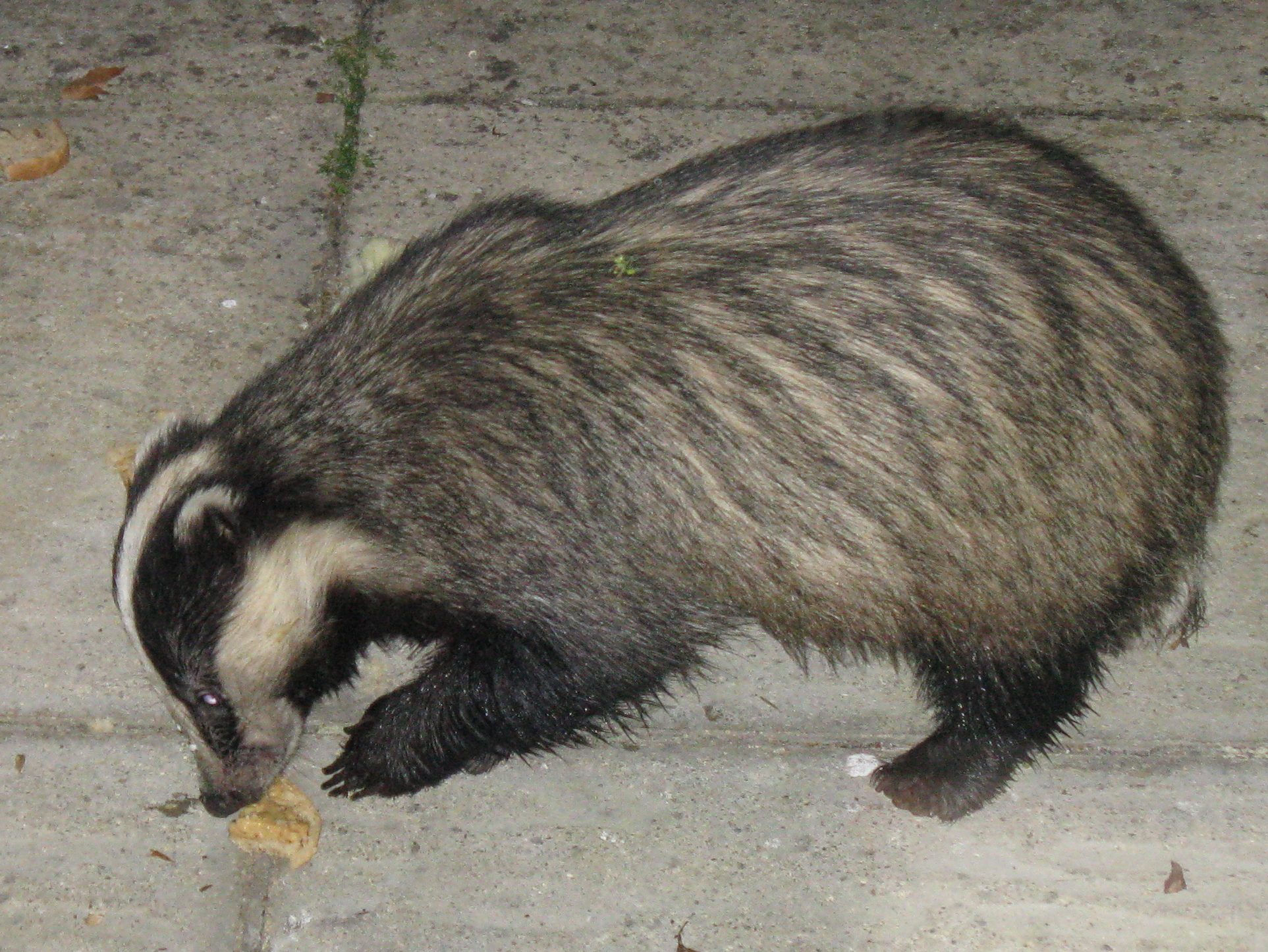
Blaireau.
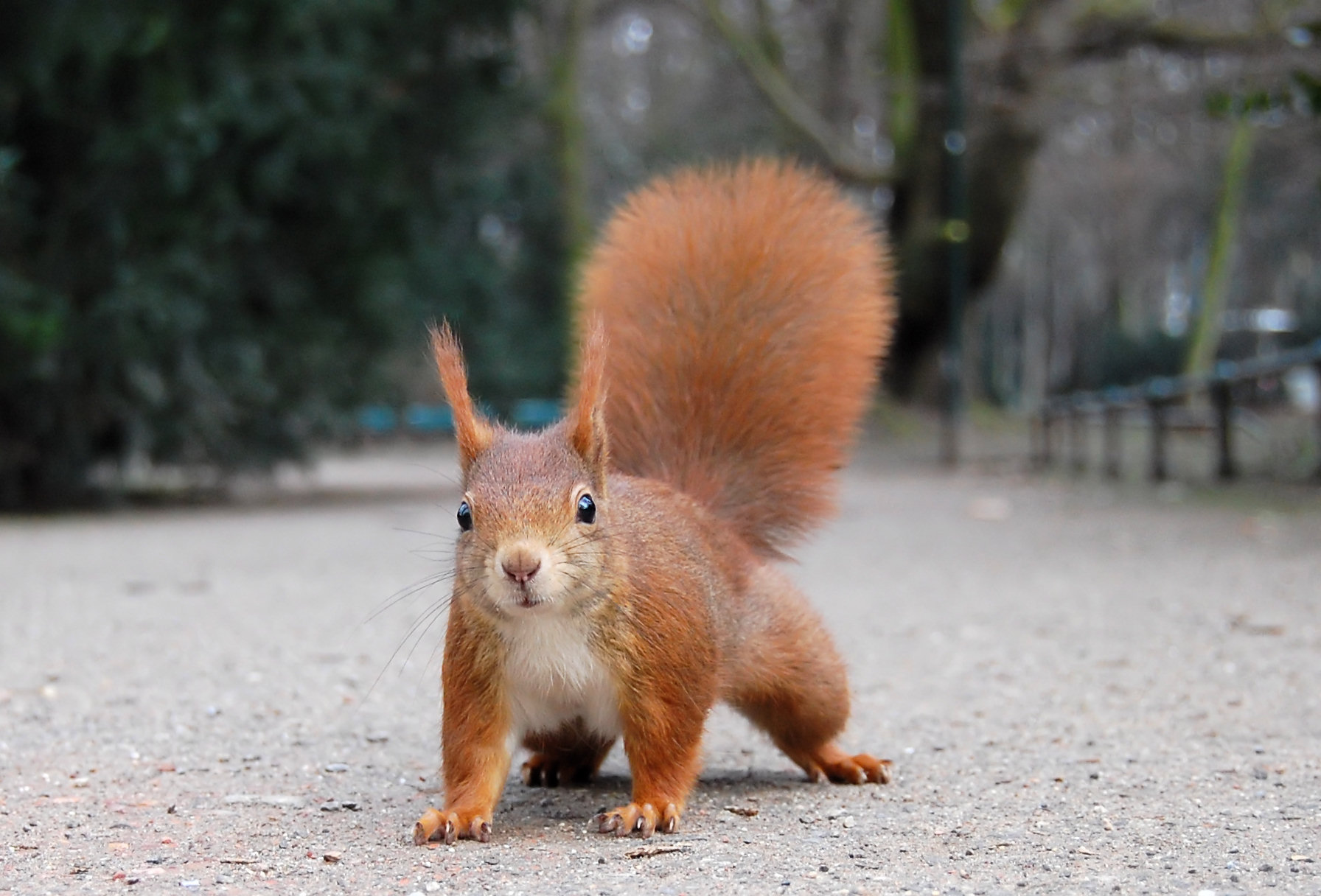
Écureuil.

#### Flore
Il se caractérise par une grande sécheresse, à laquelle flore et faune ont dû s'adapter. Il n'y a pratiquement pas de sources. L'élément végétal dominant est le chêne vert, qui atteignait autrefois jusqu'à 15 mètres de haut. Il n'en subsiste plus que des taillis de 3 à 4 mètres. Les coupes excessives l'ont fait disparaître par endroits, soit au profit du pin d'Alep, soit pour être remplacé par une garrigue à plantes odorantes telles que le thym, le romarin, la germandrée et l'achillée millefeuille. On trouve aussi le genévrier cade en Provence, dont l'huile aux propriétés cicatrisantes et dermatologiques est utilisée en pharmacie ainsi que pour des savons (Cadum). Le buis, qui peut vivre plusieurs siècles, l'alaterne, la garance, le chêne kermès, le ciste cotonneux, l'aphyllanthe de Montpellier sont également typiques de la région.

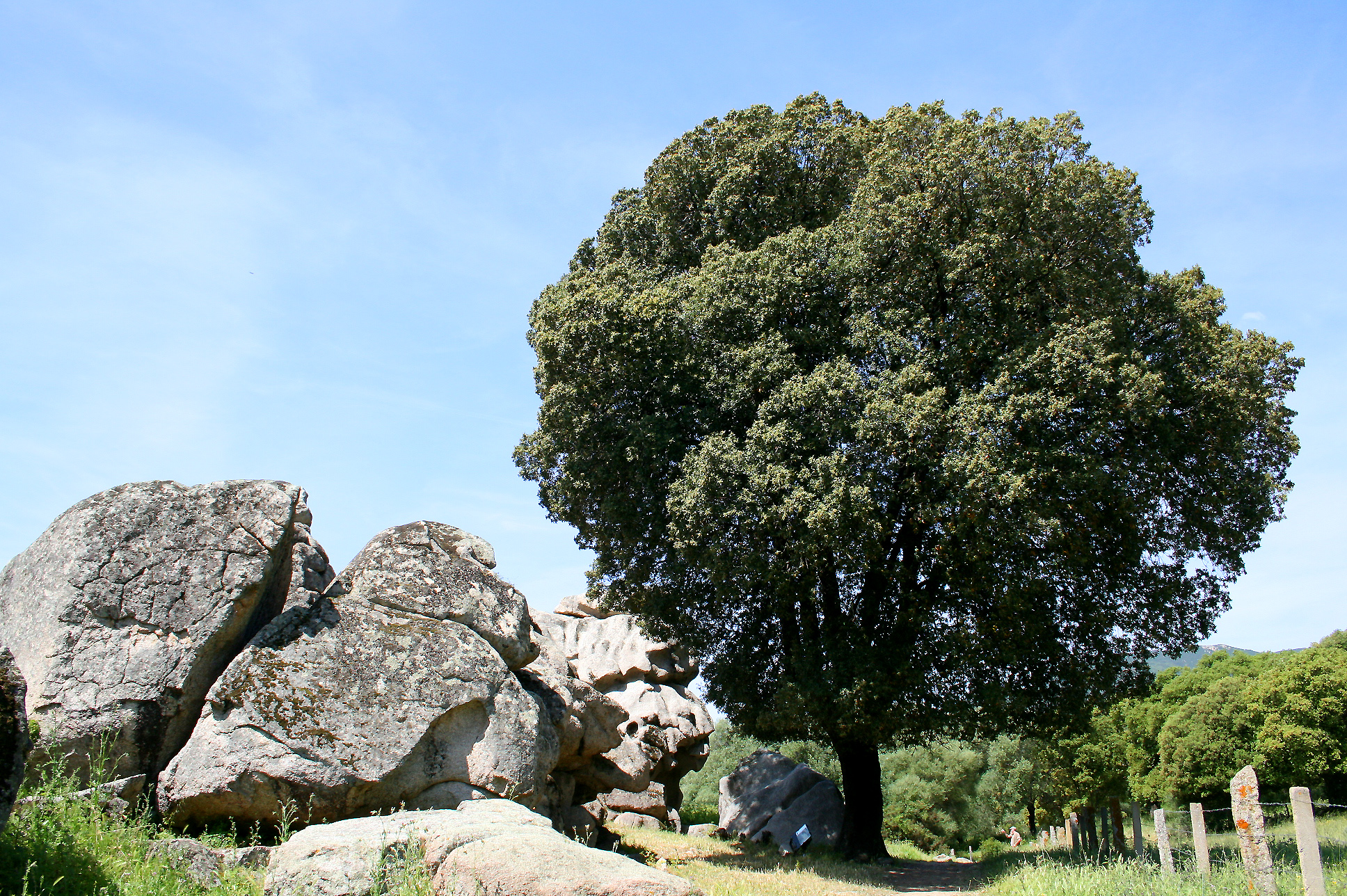
Chêne vert.
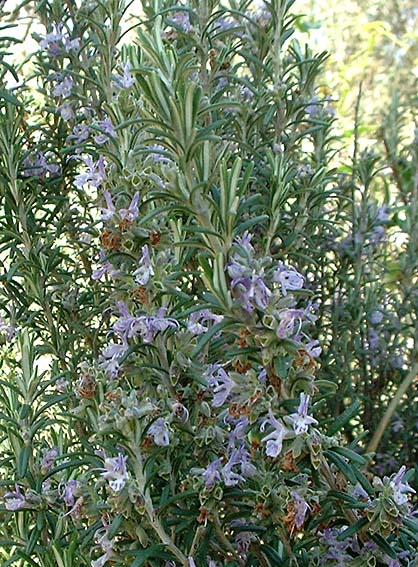
Romarin.
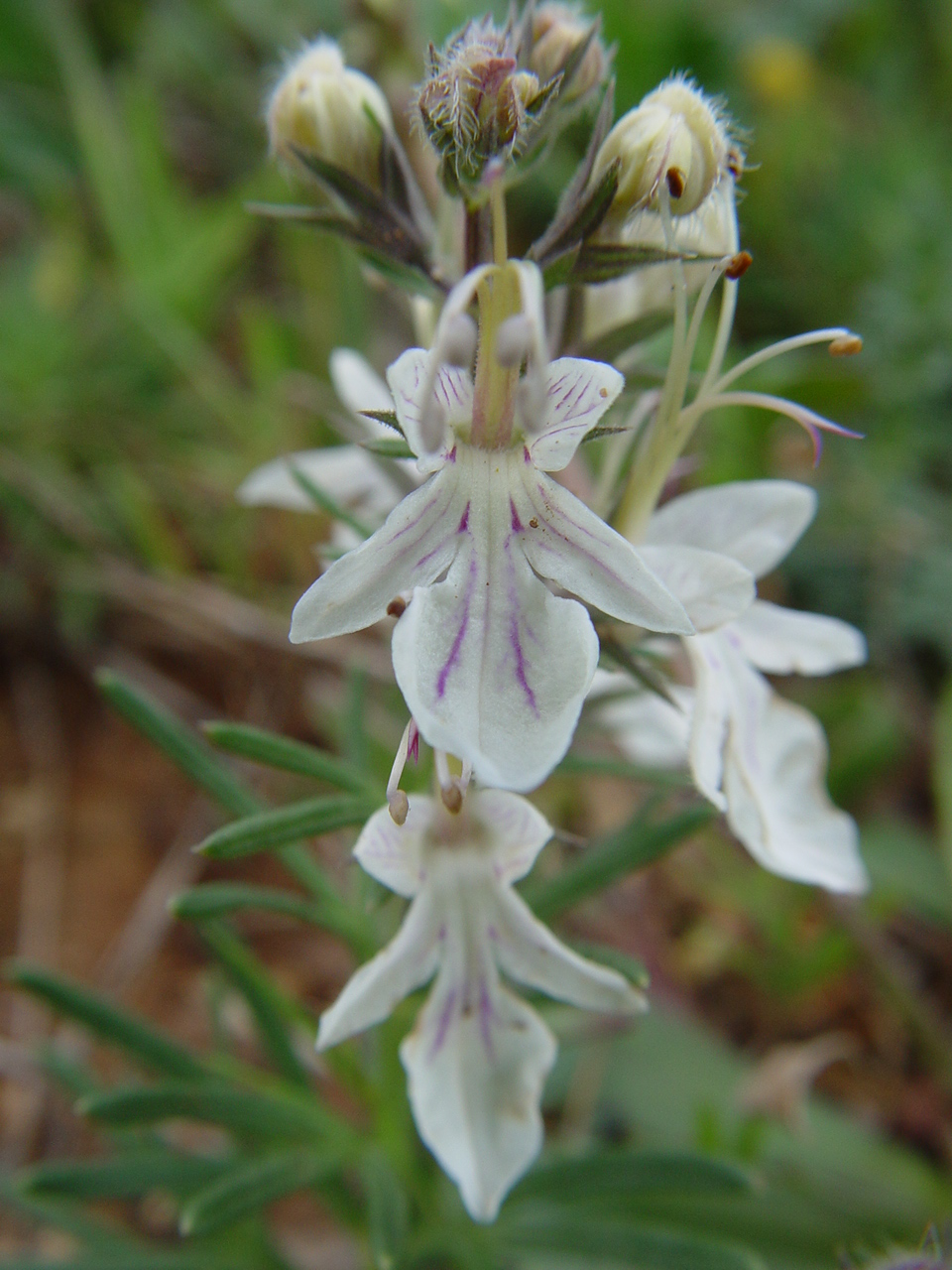
Germandrée.
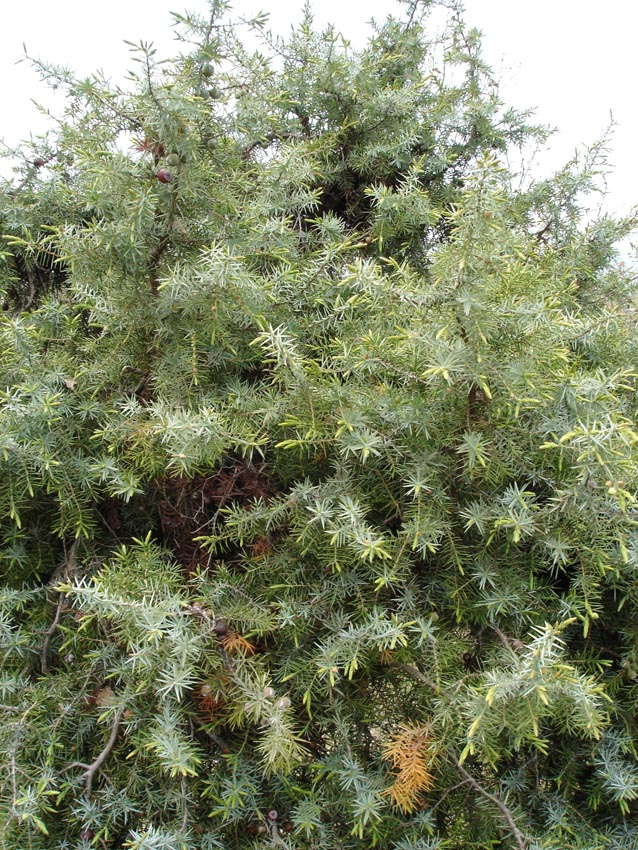
Genévrier cade.
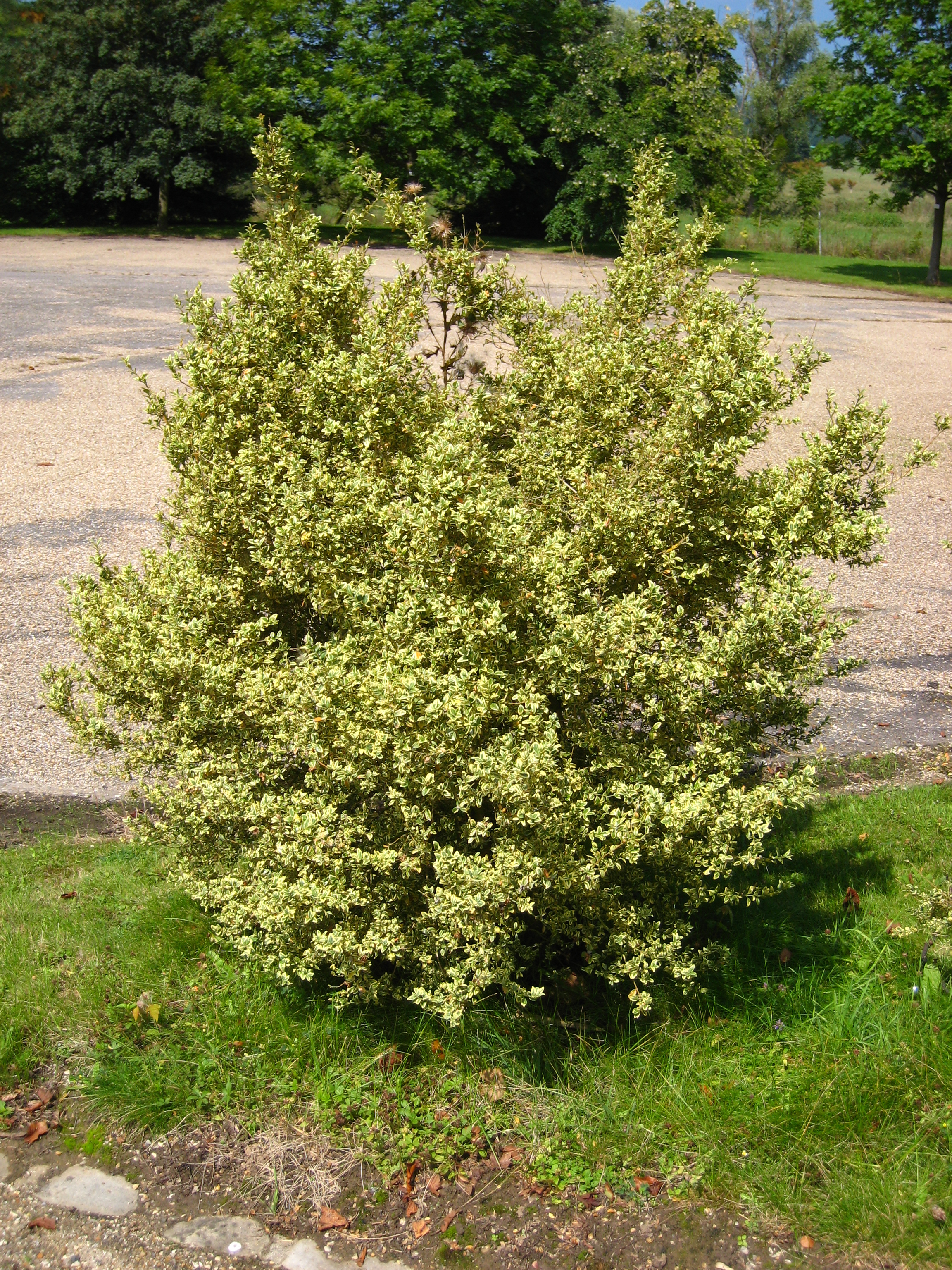
Buis.
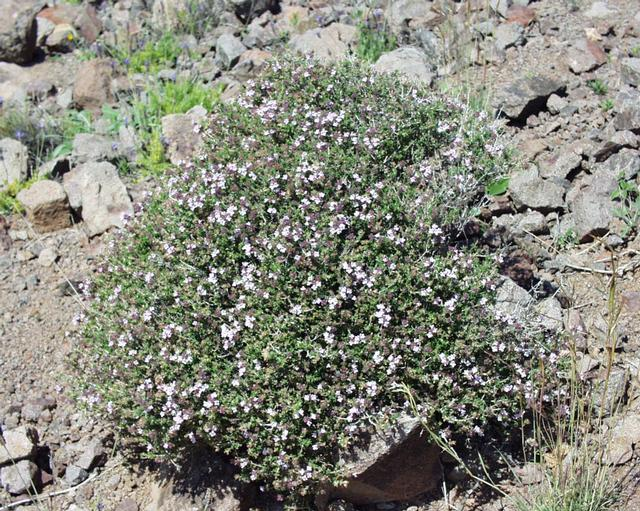
Thym.
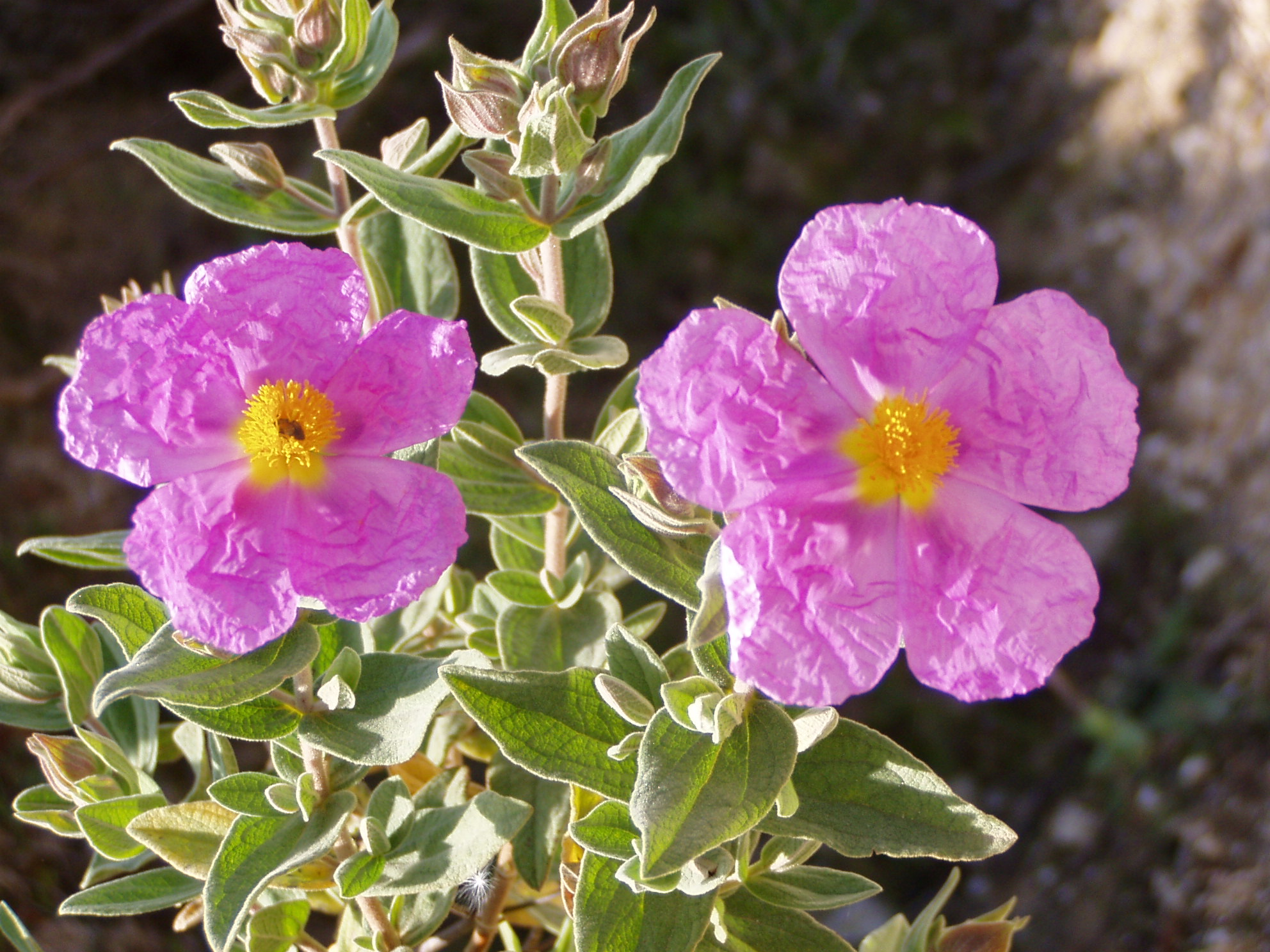
Ciste cotonneux.

## Urbanisme

### Typologie
Au 1er janvier 2024, Ansouis est catégorisée commune rurale à habitat dispersé, selon la nouvelle grille communale de densité à sept niveaux définie par l'Insee en 2022.
Elle est située hors unité urbaine. Par ailleurs la commune fait partie de l'aire d'attraction de Marseille - Aix-en-Provence, dont elle est une commune de la couronne,. Cette aire, qui regroupe 115 communes, est catégorisée dans les aires de 700 000 habitants ou plus (hors Paris),.

### Occupation des sols
L'occupation des sols de la commune, telle qu'elle ressort de la base de données européenne d’occupation biophysique des sols Corine Land Cover (CLC), est marquée par l'importance des territoires agricoles (76,8 % en 2018), en diminution par rapport à 1990 (79,2 %). La répartition détaillée en 2018 est la suivante : 
cultures permanentes (49,1 %), zones agricoles hétérogènes (27,3 %), forêts (20,8 %), zones urbanisées (2,4 %), terres arables (0,3 %). L'évolution de l’occupation des sols de la commune et de ses infrastructures peut être observée sur les différentes représentations cartographiques du territoire : la carte de Cassini (XVIIIe siècle), la carte d'état-major (1820-1866) et les cartes ou photos aériennes de l'IGN pour la période actuelle (1950 à aujourd'hui).

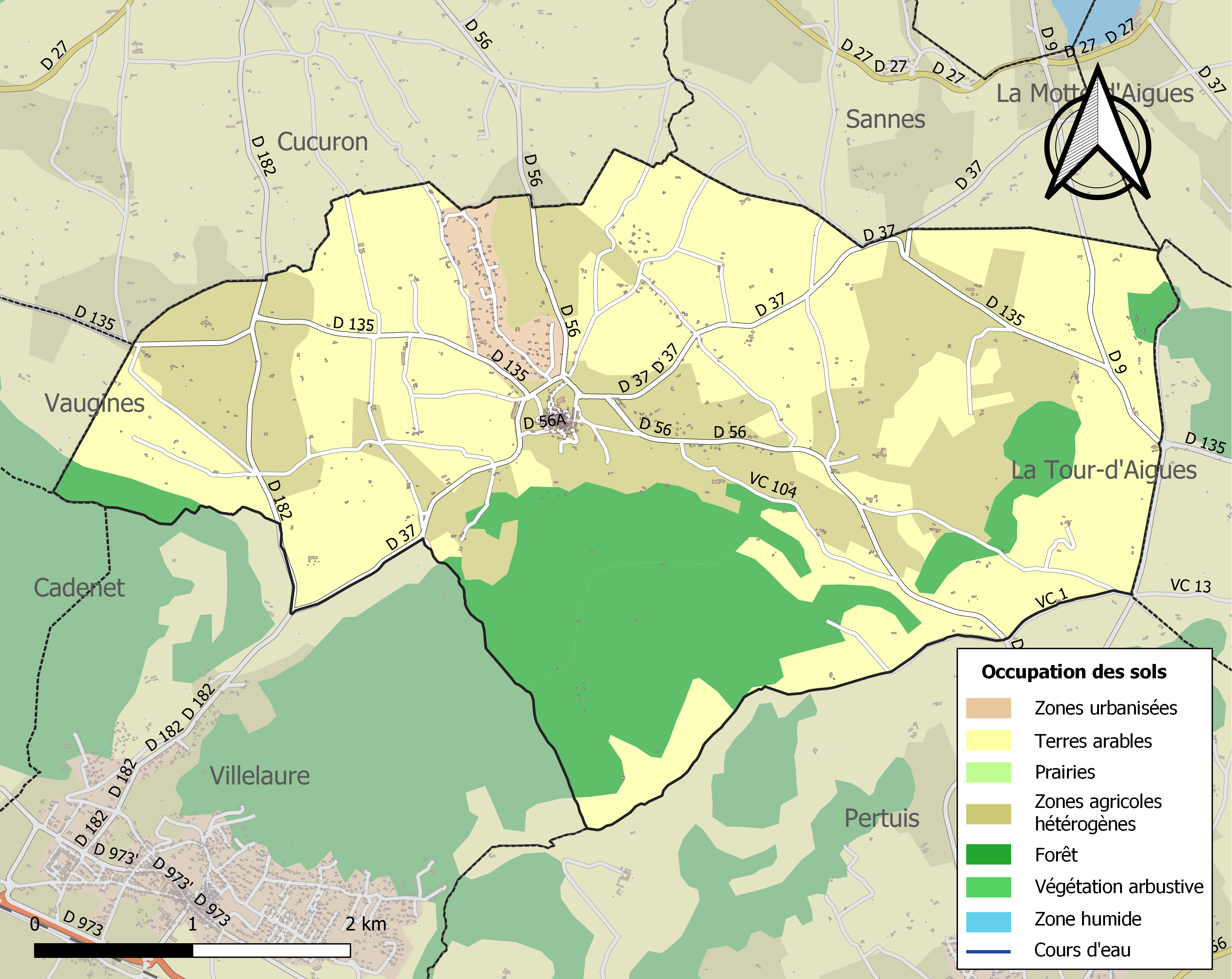
Carte des infrastructures et de l'occupation des sols de la commune en 2018 (CLC).

### Morphologie urbaine

#### Répartition des sols
La répartition des sols de la commune est la suivante (donnée pour un total de) :
| Type d'occupation | Pourcentage | Superficie (en hectares) |
| ----------------- | ----------- | ------------------------ |
| Zones urbaines    | 2,73 %      | 48,01                    |
| Zones agricoles   | 72,02 %     | 1 268,56                 |
| Zones naturelles  | 25,24 %     | 444,69                   |
| Total             | 100 %       | 1 761,51                 |

Les zones naturelles sont principalement formées par les forêts méditerranéennes couvrant le petit Luberon. Les zones agricoles sont formées de vergers de fruitiers (oliviers, amandiers, etc), des champs de lavandin et des vignes (AOC Côtes du Luberon).

### Risques naturels et technologiques

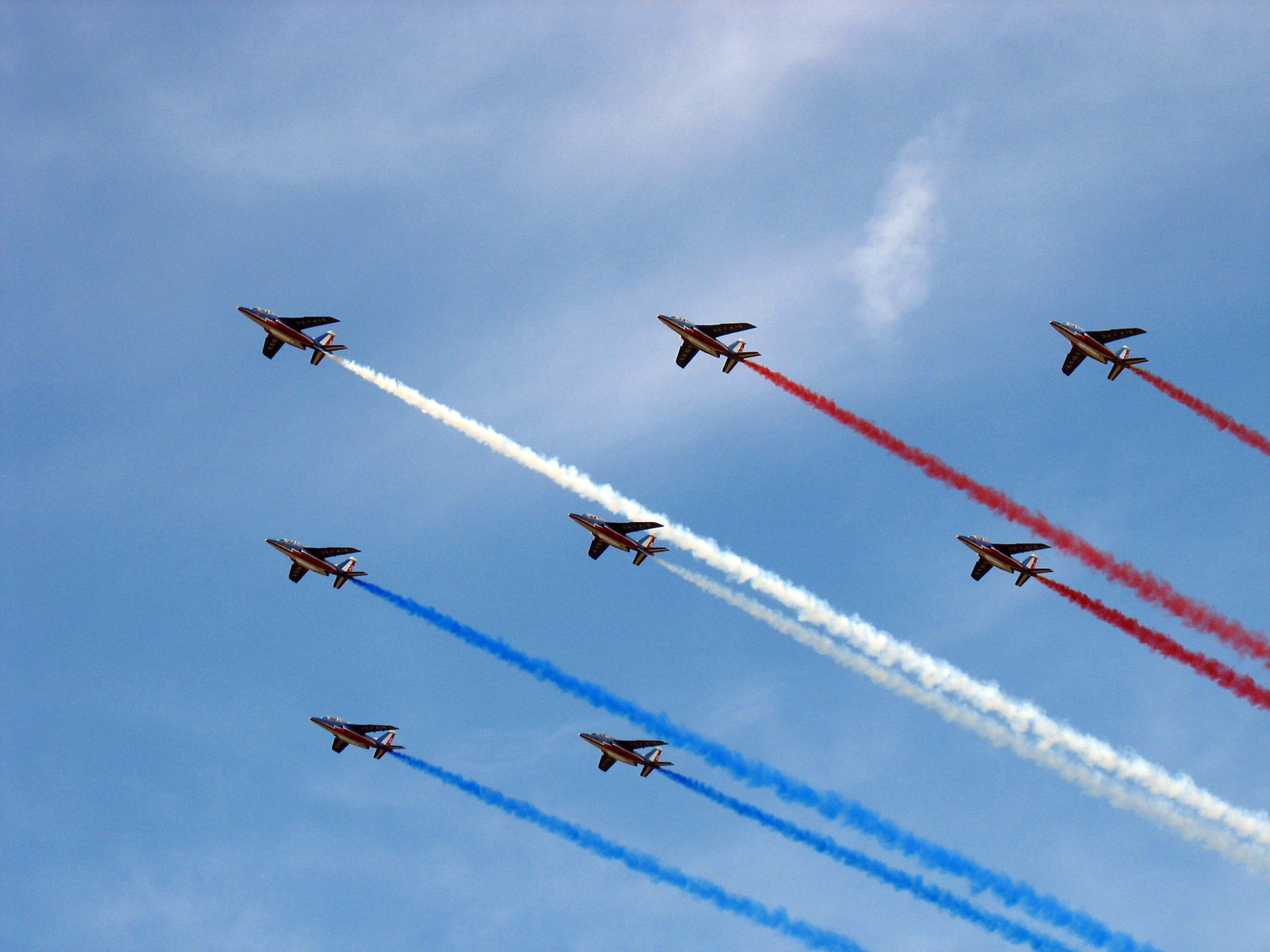
La Patrouille de France en formation diamant.

Entre 1982 et 2021, onze arrêtés ministériels ayant porté reconnaissance de catastrophe naturelle ont été pris pour le territoire de la commune d'Ansouis, dont sept pour des inondations et coulées de boue, trois pour des mouvements de terrains et un pour une tempête.
En plus des risques sismiques, d'inondations et de proximité du centre d'études nucléaires de Cadarache, la commune a un autre risque.
Au-dessus de la commune d'Ansouis se trouvent les zones aériennes réglementées R101 (de 3 000ft au FL075) et R71 (du FL075 au FL195) dites zones de Salon. Ces zones servent d'école de pilotage aux pilotes militaires de l'École de l'air de la Base aérienne 701 Salon-de-Provence avec des Jodel D-140 mousquetaire, d'entrainement au pilotage sans visibilité (VSV) avec des D140 ou des Tucano ou des Cirrus Cassidian (très bruyants), d’entraînement à la voltige avec des Cap 20 ainsi qu'aux passages des Alpha Jet de la Patrouille de France.

## Toponymie
L'origine du nom est incertaine. Elle est peut-être issue de la racine pré-indo-européenne AN.T (situé sur une éminence) mais a évolué au fil du temps ad Castrum Ansoyse au Xe siècle, de Castro Ansuis en 1092, de Ansois au XIIe siècle, de Ansoisoi au XIIIe siècle, Ansoydium à la fin du XIIe siècle, Ansouys XVIe siècle, Ansouis depuis 1789.
Ansouis se dit, en provençal, Ansoís selon la norme classique ou Ansouïs selon la norme mistralienne.

## Histoire

### Préhistoire et Antiquité
Sur le territoire de la commune les fouilles ont mis au jour un site épipaléolithique (-8 500 ans) avec son outillage de silex taillés et de percutoirs ainsi qu’une station néolithique où ont été récupérés des polissoirs, des meules et des poteries. La population ligure qui habitait le site commerça avec les Massaliotes comme l'attestent les découvertes de monnaies grecques.
Bien que le toponymiste Charles Rostaing ait proposé comme origine du nom du village celui d’un homme latin appelé Ansius, les vestiges gallo-romains restent rares si l’on excepte les ruines d’un temple sur lequel fut bâti le prieuré roman consacré à Saint-Étienne.

### Moyen Âge

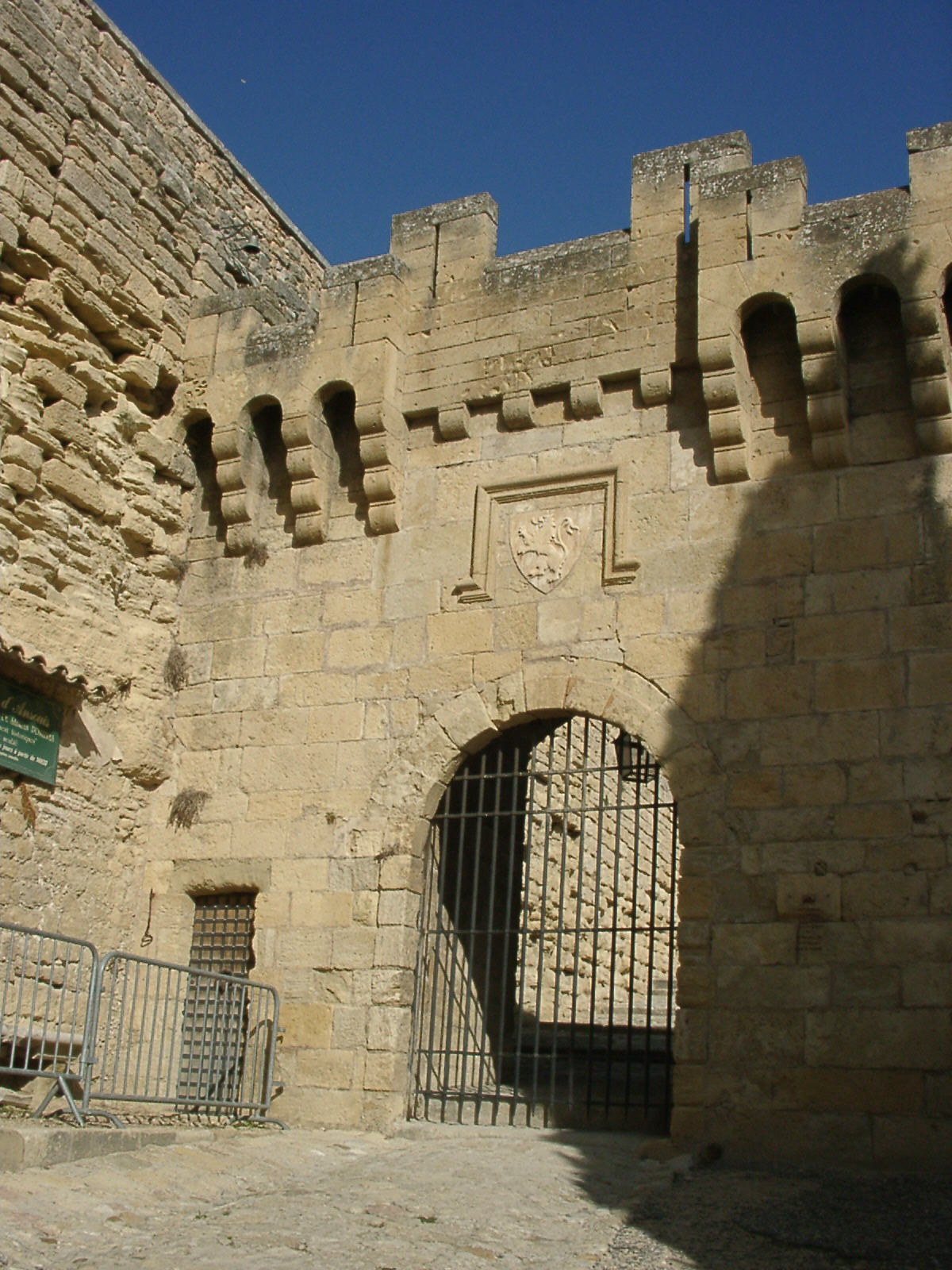
Porte du château d'Ansouis.

La première mention du village est faite en 963, quand Lambert de Reillanne donne à l’abbaye Saint-Pierre de Montmajour des terres sises à Ansoye. Ce qui laisse supposer que ce fief, comme une bonne partie du Luberon, appartenait au IXe siècle à Fouquier/Foucher de Valensole.
Lors de cette donation le « castrum » existait déjà, mais la première enceinte protectrice du village, construit en amphithéâtre, ne fut édifiée qu’au cours des XIIe et XIIIe siècles.
Le plus ancien lieu de culte semble être le prieuré cassianite de Beauvoir — actuellement Notre-Dame de Beauvoir — dépendant de Saint-Victor de Marseille. Ses multiples remaniements laissent deviner quelques éléments du XIe siècle. Appelé Notre-Dame d’Estrées, ce prieuré passa, au XIIe siècle, à l’abbaye Saint-André de Villeneuve-lès-Avignon. Transformé de nos jours en bâtiment agricole, il a conservé le décor de ses impostes et une corniche cernant l’abside.
Vient ensuite le prieuré de Saint-Étienne (de Balmas, 1115) qui était la propriété des cisterciens de Sainte-Marie de Psalmody, église dédiée à Saint-Martin lui est contemporaine, son ornementation se compose de têtes humaines et animales ainsi que de végétaux. L’intérieur est orné de retables et de statues du XVIIIe siècle.
Ansouis était un fief qui dépendait du comté de Forcalquier, et passa aux Sabran en 1178 par l'union de Raimon Ier avec Garsende, comtesse souveraine de Forcalquier. Depuis huit siècles, le lion des Sabran flotte sur le village. Lorsque le comté de Forcalquier perd son indépendance en 1209, à la mort de Guillaume II, un de ses neveux, Guillaume de Sabran tente de le relever. Après une lutte de dix ans, il passe un accord à Meyrargues le 29 juin 1220 avec Raimond Bérenger IV, comte de Provence et lui aussi héritier du comté de Forcalquier. Par cet accord, la moitié sud du comté, dont Ansouis, lui est donnée, et en fait partie jusqu'à sa mort, vers 1250.
Le comte Elzéar de Sabran (1286-1324) a marqué l'histoire locale[réf. incomplète]. Il fut, en effet, canonisé par l'Église catholique, sous le pape Urbain V, en 1369.
Avec sa femme Dauphine ou sainte Delphine, proclamée elle Bienheureuse, il vécut quelques années au château d'Ansouis.
L'église du village conserve leurs reliques. Tous les ans en septembre, les Ansouisiens organisent d'ailleurs un pèlerinage en leur honneur.
Jean de Sabran (?-av.1384), capitaine d'Aix (1367), châtelain d'Aix (1370), viguier de Marseille (1381), fut seigneur d'Ansouis et grand chambellan de la reine Jeanne[source insuffisante]. Il était le troisième fils de Guillaume de Sabran, baron d'Ansouis et comte d'Ariano. Jean épousa avant 1351, Isoarde de Roquefeuil, dame de Puyloubier, de Belcodène et de Mimet, fille d'Isnard de Puyloubier, seigneur de Puyloubier et de Roquefeuil. Il eut de longs problèmes avec son frère Guillaume au sujet de l'héritage paternel, si bien que la reine Jeanne dut intervenir. Le 9 mars 1351, il prêta hommage pour Puyloubier à la reine Jeanne.

### Époque moderne

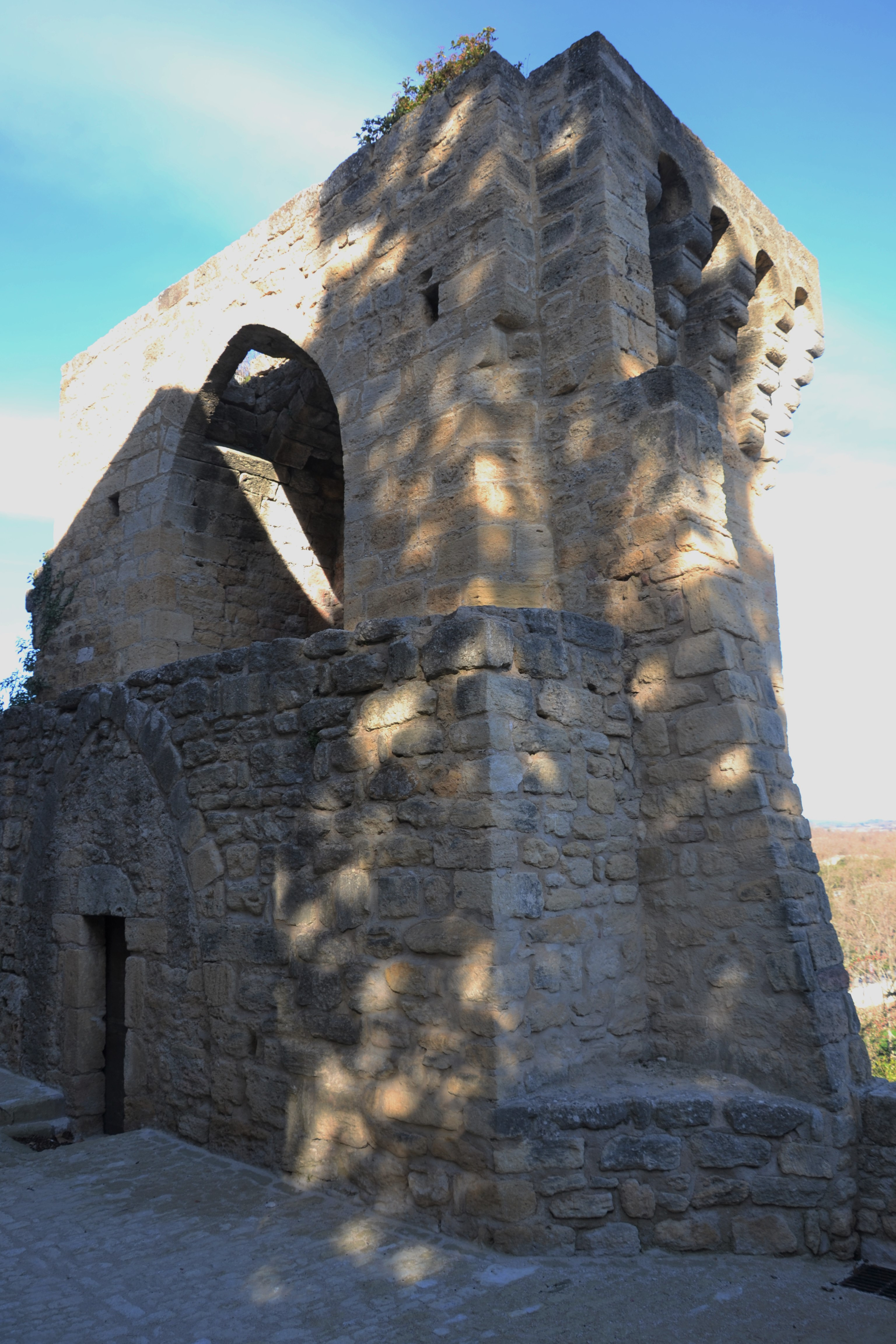
Tour de guet.

Le village est dominé par un beffroi surmonté d’un campanile. Cet ensemble a été élevé après le siège que firent les Ligueurs en 1585 pour reprendre Ansouis, bastion catholique, aux religionnaires qui l’avaient investi. Les belles maisons du centre-ville ainsi que la tour de guet des remparts datent aussi des XVIe et XVIIe siècles. C’est là que se tient, tous les jeudis, un marché provençal.
Les Sabran conservèrent avec le titre de baronnie, la seigneurie d'Ansouis du XIIIe siècle jusqu'au début du XVIIe siècle, date à laquelle elle vint à Sextius d'Escallis.
On cite ce mot poétique de la comtesse de Sabran, veuve à 20 ans, en 1774, de l'amiral de Sabran — son aîné de 50 ans et père de ses deux enfants — à son amant en 1777, le chevalier de Boufflers, chevalier de Malte qui fut gouverneur du Sénégal et l'épousa après une liaison de 20 ans, lui avouant ce qui en lui l'a séduite :

« C'est un certain je ne sais quoi qui met nos deux âmes à l'unisson… car sous cette enveloppe sauvage tu caches l'esprit d'un ange et le cœur d'une femme. »

Sa fille Delphine, que Boufflers avait baptisée « la reine des roses », devait en 1803 aimer Chateaubriand, qui l'a décrite "héritière des longs cheveux de Marguerite de Provence".

### Époque contemporaine
Le château fut racheté au XIXe siècle par le duc de Sabran, pair de France. En 1818, Charles X fit duc le cousin de Delphine et dernier du nom, Elzéar Zozime (+ Marseille, 1847), comte de Sabran, lieutenant général des armées du Roi en Provence sous la Restauration, depuis 1815 Pair de France héréditaire.
En 1836, la marquise de Saqui de Sannes vendit Ansouis à Elzéar-Louis-Zozime, duc de Sabran; ses descendants le conservèrent jusqu'en 2008.

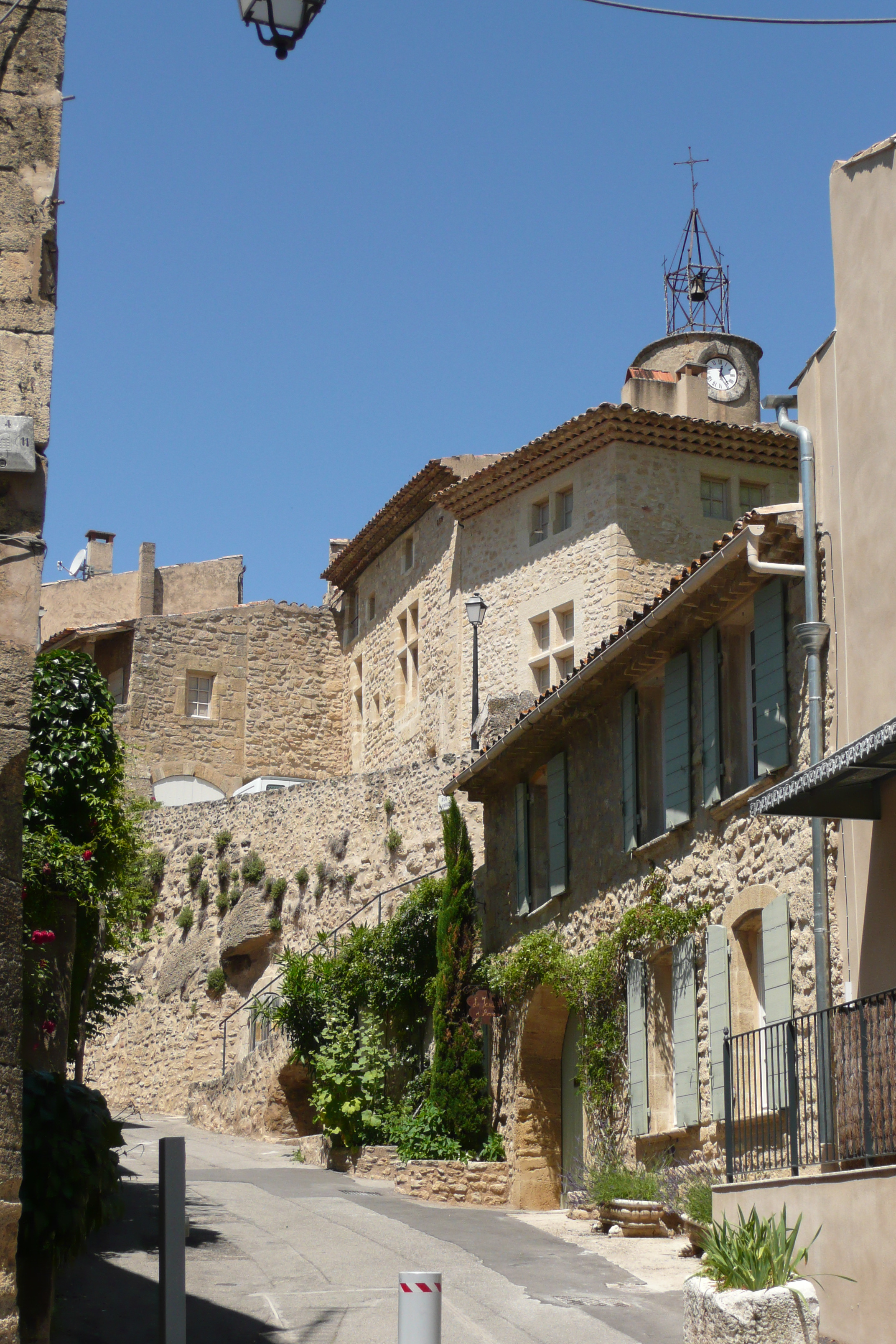
Une rue d'Ansouis en 2008.

En juillet 1828 l'union du comte de Sabran avec Victorine de Pontevès étant demeurée sans enfants, le roi avait autorisé la substitution de ses « noms, armes et pairie ducale » à un neveu de son épouse, Marc-Édouard de Pontevès-Bargème, puis en cas de défaillance « de mâle en mâle et par ordre de primogéniture » à son frère jumeau puîné Léonide, qu'il adopta l'un et l'autre en août 1832, d'où le nom actuel de cette famille.
En 1936, le château inhabité et plus ou moins abandonné fut réoccupé par le duc Foulques (1908-1973) et son épouse née Roselyne Manca-Amat de Vallambrosa (1910-1988), amateurs d'art et d'antiquités, qui pendant 40 ans restaurèrent bâtiments et jardins.
Le 29 octobre 2007, le domaine ancestral, propriété indivise depuis 1973, a quitté le patrimoine des Sabran-Pontevès par une vente judiciaire ordonnée par le tribunal de grande instance de Paris, à la requête de la seule cohéritière, la « duchesse » Jacques d'Orléans, née Gersende de Sabran-Pontevès, en litige avec ses trois frères et qui, souhaitant sortir de 25 ans d'indivision, a provoqué le partage et la vente des biens constituant le patrimoine familial.
À propos de cette vente, Elzéar de Sabran-Pontevès, fils de Géraud, maire de la commune, a dit : « Le propriétaire vient d'acheter une simple carcasse (sic), mais il n'aura jamais l'âme de notre famille. Le château s'est vendu hier à 4,7 millions d'euros, ce qui est le prix d'une propriété dans le Luberon. Judas n'aura pas l'argent escompté de cette vente ». Pierre Cardin ayant surenchéri, une seconde vente eut lieu le 17 janvier 2008 au profit de Gérard et Frédérique Rousset-Rouvière, qui l'acquirent "à la troisième bougie" pour 5,6 millions d'euros.
Depuis lors, ce couple d'aixois passionnés par le patrimoine a entrepris de remeubler la demeure.
Ce monument historique est ouvert au public du 1er avril à la Toussaint.

Ruelles d'Ansouis
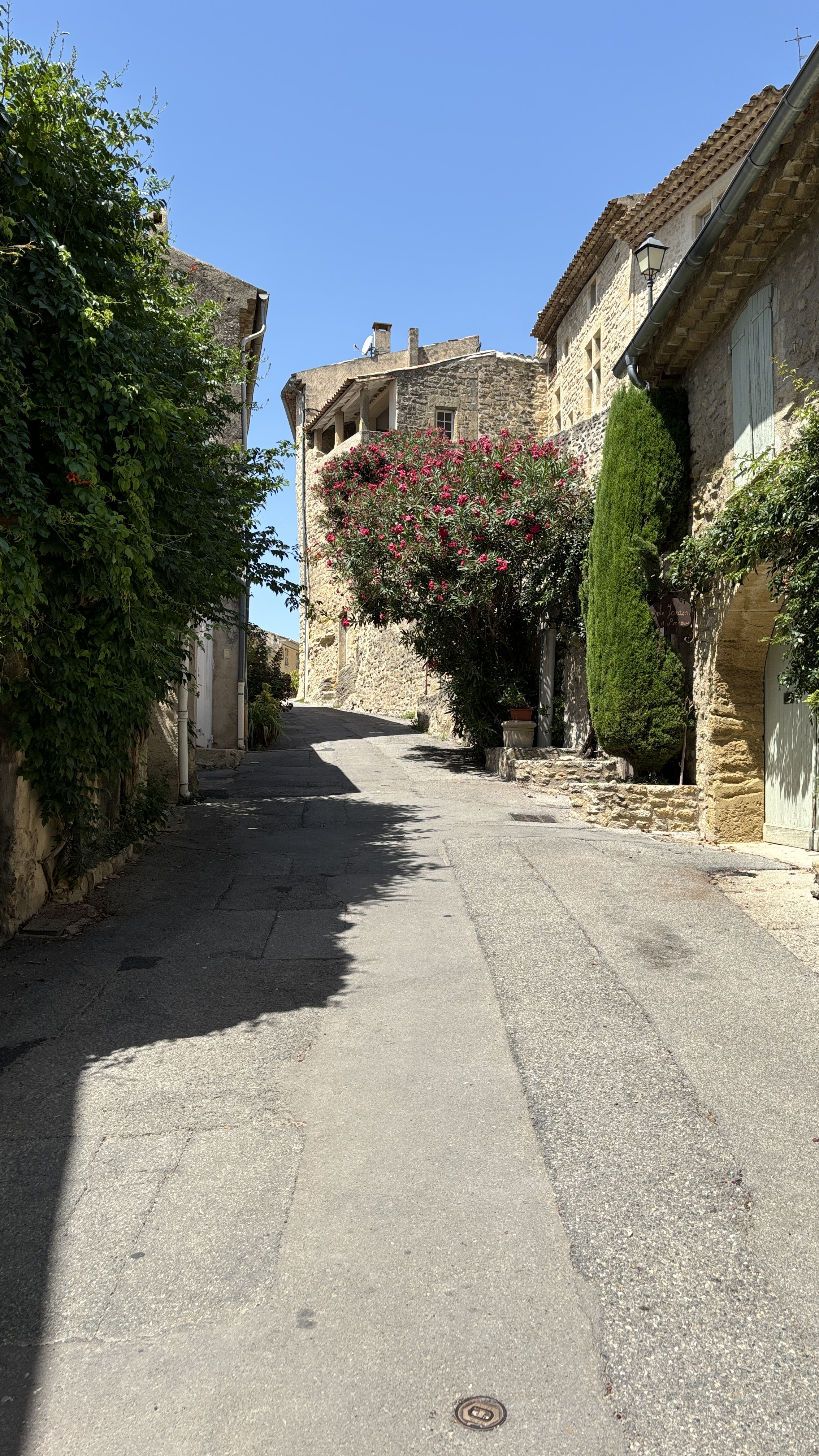
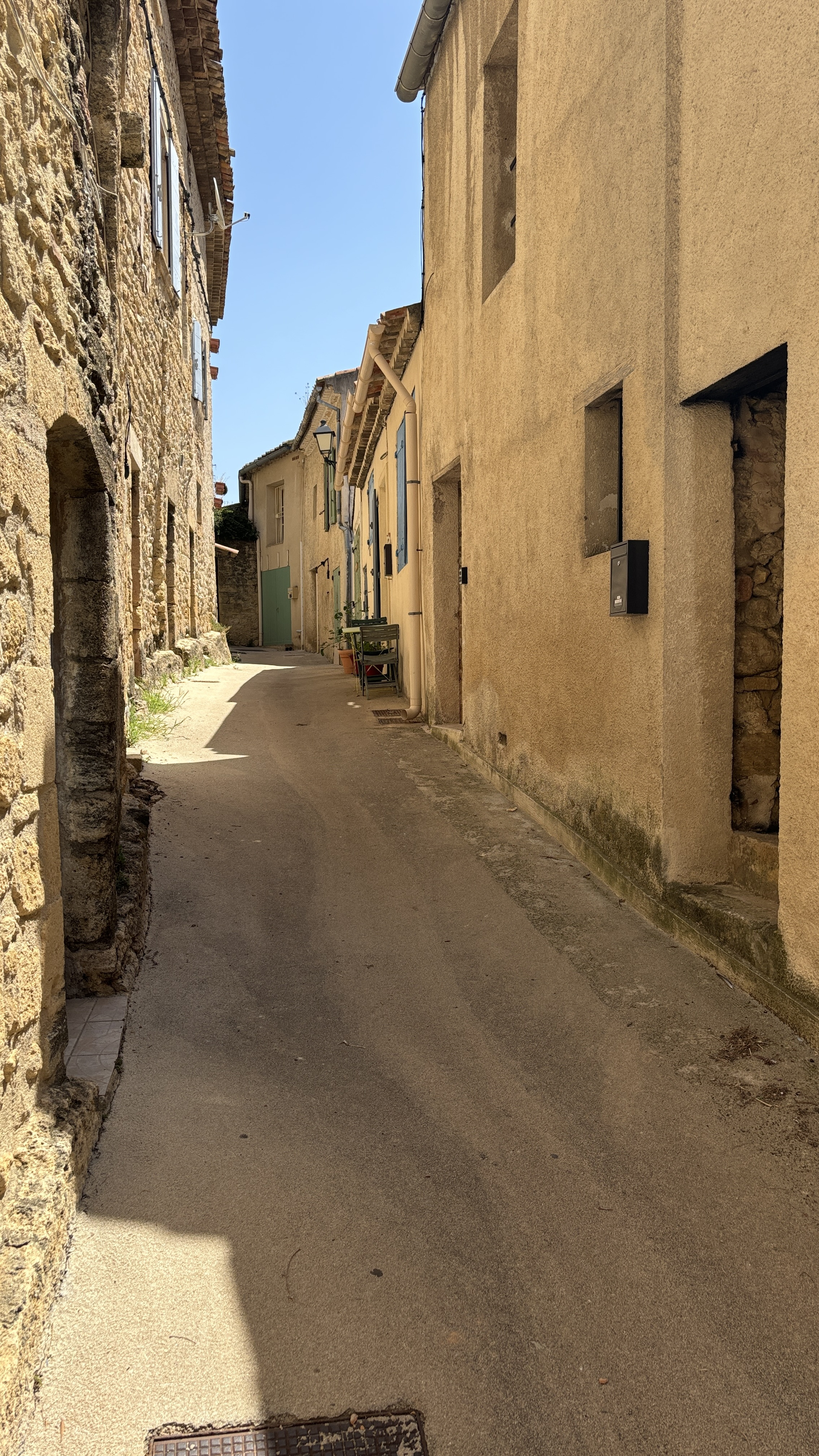
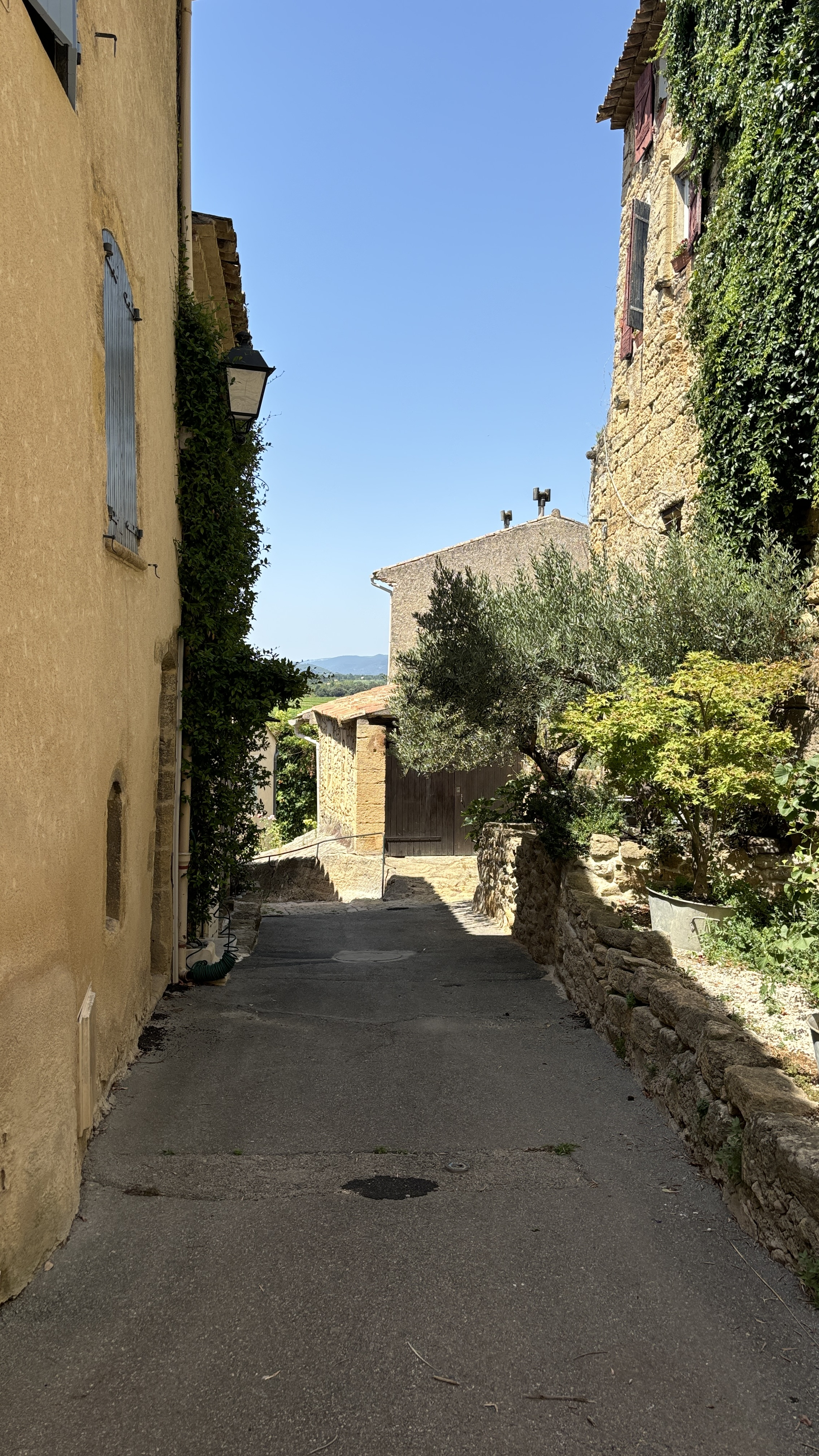
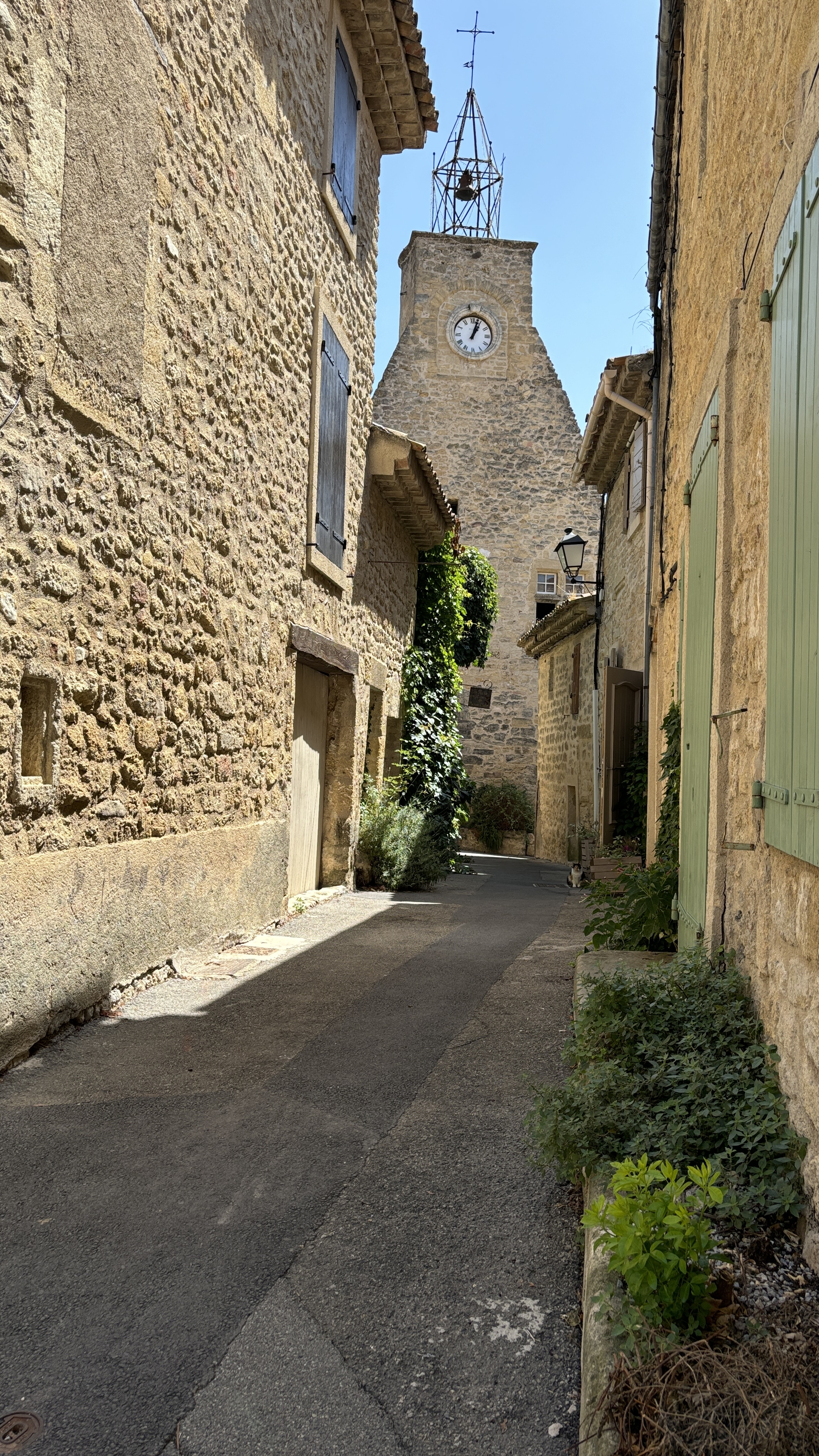
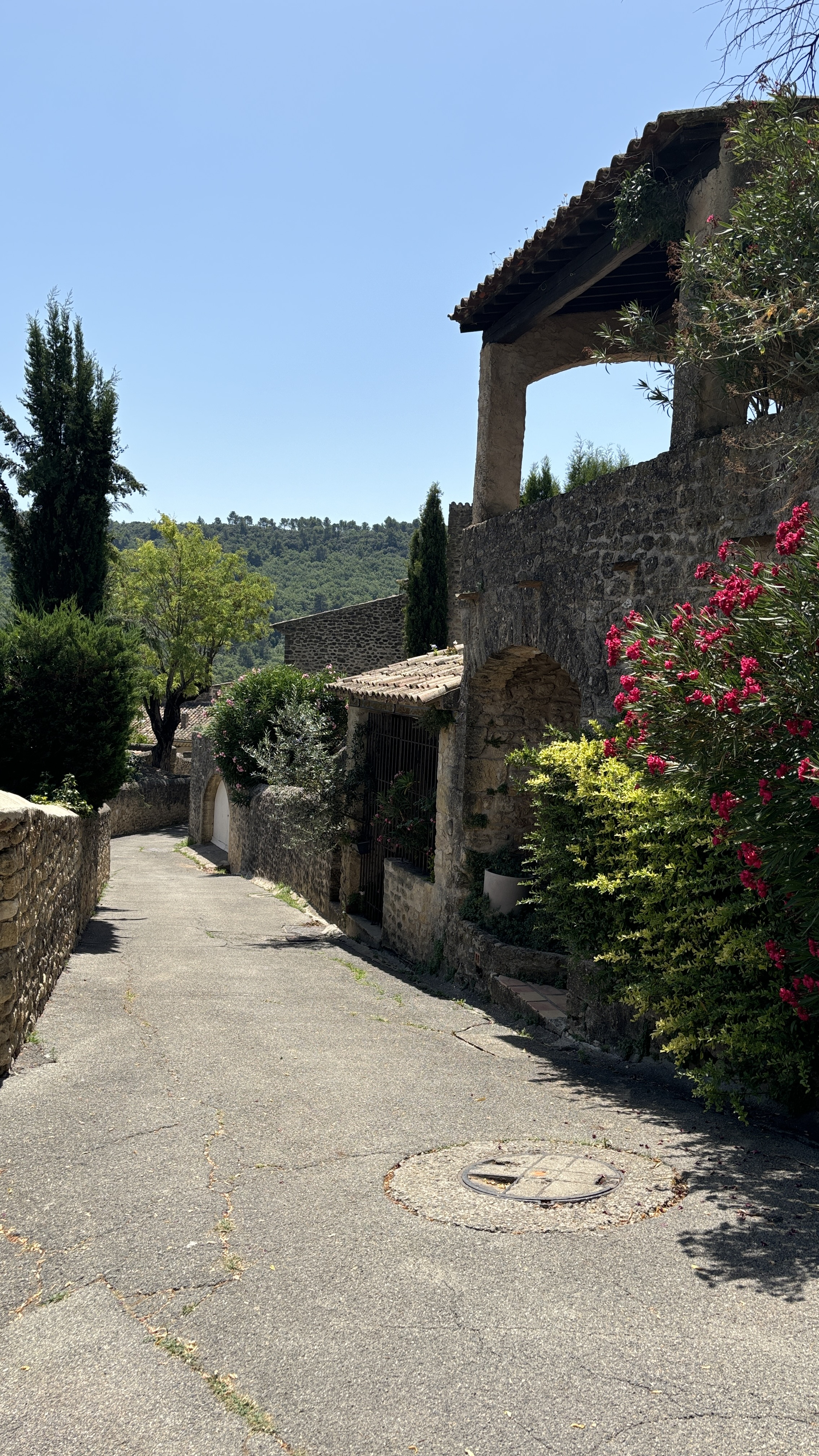
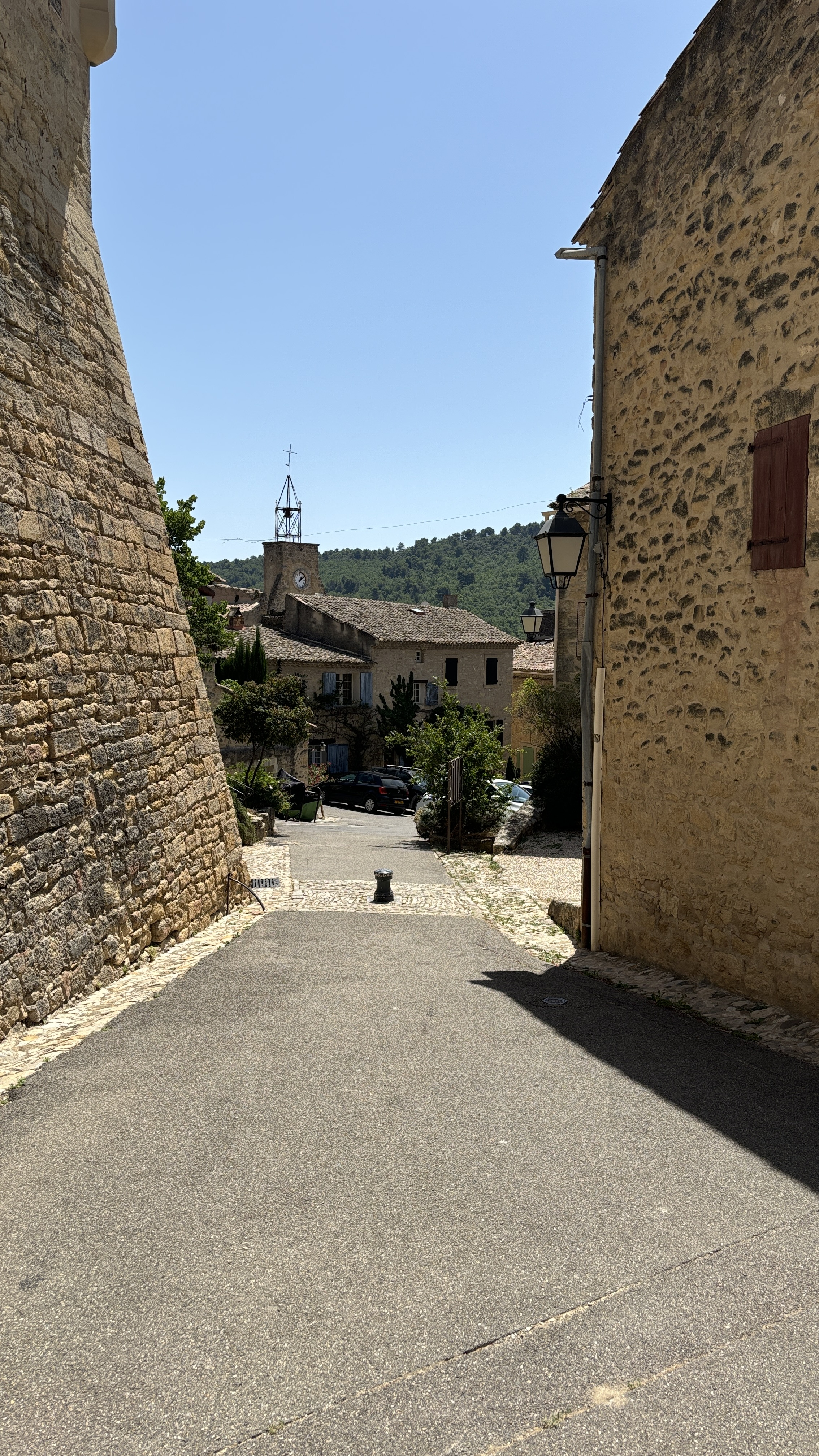
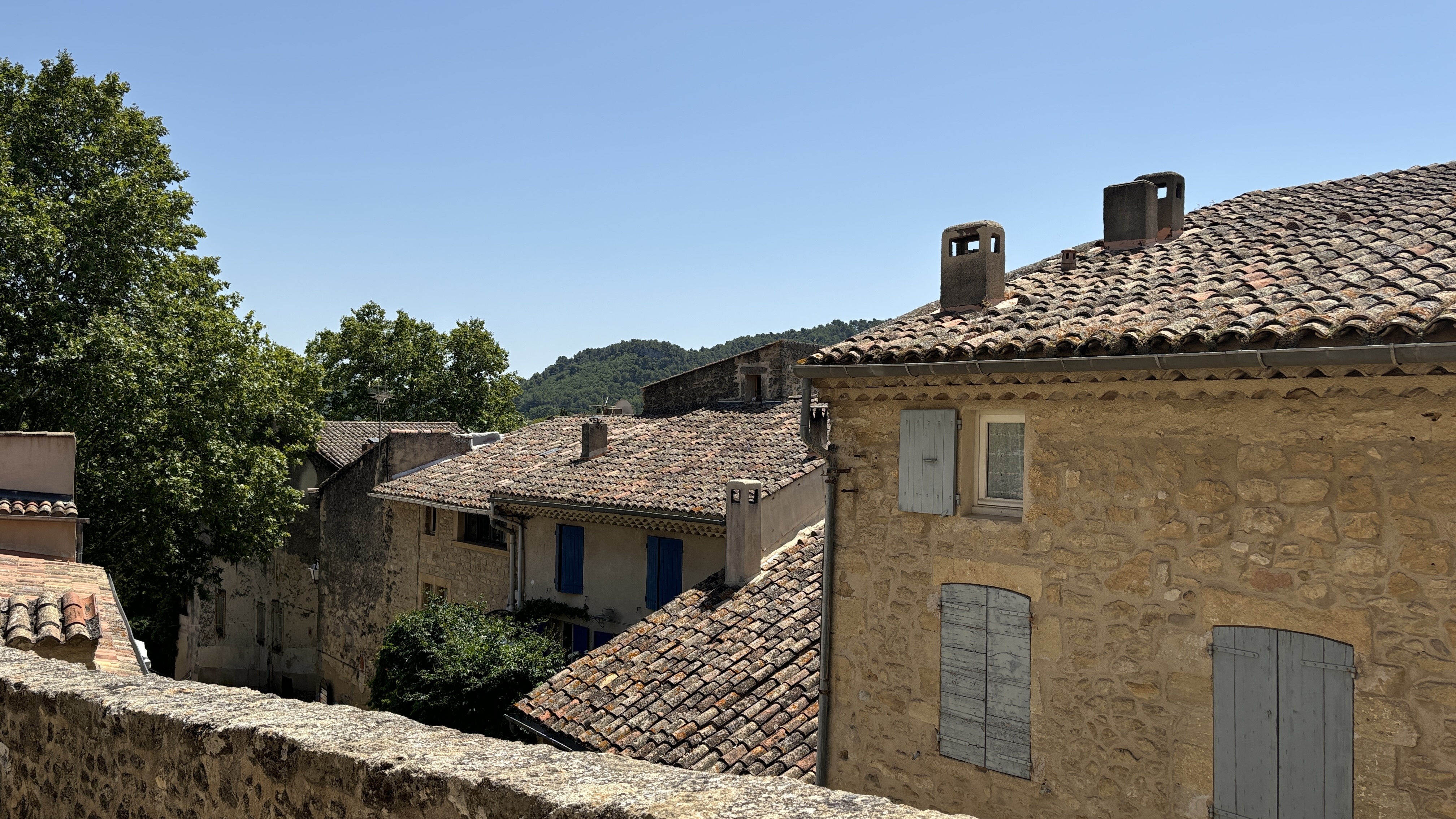

## Politique et administration

### Tendances politiques et résultats
L'électorat est plutôt un électorat de droite.[réf. nécessaire] Lors de chaque élection, le taux de participation est toujours plus élevé (jusqu'à 10 % parfois) qu'au niveau national ou départemental (législatives).

#### Élections locales

##### Cantonales
Le canton de Pertuis qui fait partie de la seconde série des cantons et a été renouvelé lors des élections cantonales de 2008, L'élection a eu lieu les 9 et 16 mars en même temps les élections municipales. Six candidats se sont présentés : Maurice Lovisolo (PS), conseiller général sortant et maire sortant de La Tour-d'Aigues, Marie-Ange Conté (UMP), Stéphane Fabresse (MoDem), Pierre Goubert (FN), Remy Grangeon (PCF) et Thierry Liotard (DVD).
Le 21 mars 2004 lors du premier tour il y a eu 612 votants pour 828 inscrits soit une participation de 73,91 % (64,20 % pour le canton). Maurice Lovisolo (PS) est arrivé largement en tête avec 46,15 % des voix (43,66 % au niveau du canton, devant Marie-Ange Conté (UMP) avec 20,74 % (21,74 % pour le canton) et Remy Grangeon (PCF) avec 15,22 % (15,49 %).
Le second tour a eu lieu le 21 mars 2004. Il y a 430 votants pour 828 inscrits soit une participation de seulement 51,93 % (58,99 % pour le canton) soit 22 % d'abstention de plus qu'au premier tour. Maurice Lovisolo (PS) est largement réélu avec 65,14 % des voix (62,31 % au niveau du canton) au détriment de Marie-Ange Conté (UMP) qui obtient 34,86 % des voix (38,69 % au niveau cantonal)).

##### Législatives
Aux Élections législatives de 2007, le premier tour a vu Jean-Claude Bouchet (UMP)arriver de peu en tête avec 31,30 % devant Jean-Louis Joseph (PS) avec 25,19 %, viennent ensuite Maurice Giro (Divers droite) avec 14,31 % et Nicole Bouisse (UDF) avec 8,40 %, aucun autre candidat ne dépassant le seuil des 5 %. Le second tour a vu arriver en tête Jean-Claude Bouchet avec 55,34 % (résultat circonscription : 55,28 %) contre 44,66 % pour Jean-Louis Joseph (résultat circonscription : 44,72 %). Abstention un peu moins forte à Ansouis avec respectivement 35,10 % et 34,38 % aux deux tours que dans la circonscription (37,93 % et 38,68 %).

#### Élections nationales
À l’Élection présidentielle de 2007, le premier tour a vu se démarquer nettement en tête Nicolas Sarkozy (UMP) avec 34,45 %, suivi par Ségolène Royal (PS) avec 21,76 %, François Bayrou (UDF) avec 17,43 %, Jean-Marie Le Pen (FN) avec 11,72 % et Olivier Besancenot avec 3,63 %, aucun autre candidat ne dépassant le seuil des 3 %. Le second tour a vu arriver nettement en tête Nicolas Sarkozy avec 61,35 % (résultat national : 53,06 %) contre 38,65 % pour Ségolène Royal (résultat national : 46,94 %) avec un taux de participation aux deux tours de 88,16 % et 87,56 % (contre 83,77 % et 83,97 % au niveau national).

##### Référendum
Au référendum sur la constitution européenne (scrutin du 29 mai 2005), sur 771 inscrits, 609 ont voté, ce qui représente une participation de 78,99 % du total, soit une abstention de 21,01 %. Il y a eu une forte victoire du non avec 358 voix (59,67 %), 242 voix (40,33 %) s'étant prononcées pour et 9 (1,48 %) étant des votes blancs ou nuls. le taux de participation à Ansouis est nettement plus fort, avec 78,99 % qu'au niveau national : 69,37 %.

##### Européennes
À l’Élection européenne de 2009, Françoise Grossetête (UMP) est arrivée en tête avec 30,62 %, suivie par Michele Rivasi (Europe Écologie) avec 27,51 %, Vincent Peillon (PS) avec 9,33 %, Jean-Marie Le Pen (FN) avec 7,66 %, Patrick Louis (Divers droite) avec 5,22 % et Marie-Christine Vergiat (Front de gauche) 5,22 % ; aucun autre candidat ne dépassant le seuil des 5 %. Le taux de participation a été de 51,06 % contre 39,64 % pour la circonscription Sud-Est (5e circonscription).

#### Élections européennes
Au référendum européen sur le traité de Maastricht (scrutin du 20 septembre 1992), sur 610 inscrits, 464 ont voté, ce qui représente une participation de 76,07 % (contre 69,70 % au niveau national), soit une abstention de 23,93 %. Il y a eu une victoire du non avec 271 voix (59,82 %) contre 182 voix (40,18 %) qui se sont prononcées pour le oui, 11 votes (2,37 %) étant blancs ou nuls.

### Administration municipale
De par sa taille, la commune dispose d'un conseil municipal de 15 membres (article L2121-2 du Code général des collectivités territoriales). Lors du scrutin de 2008 le maire sortant Géraud de Sabran-Pontevès a obtenu le septième total de la liste unique avec 428 voix soit 65,54 % des suffrages exprimés. En 2014, la liste qu'il conduit est élue au premier tour avec 421 voix soit 100 % des exprimés, le taux de participation étant de 60,07 %. Le conseil municipal le réélit pour un quatrième mandat consécutif.

### Listes des maires

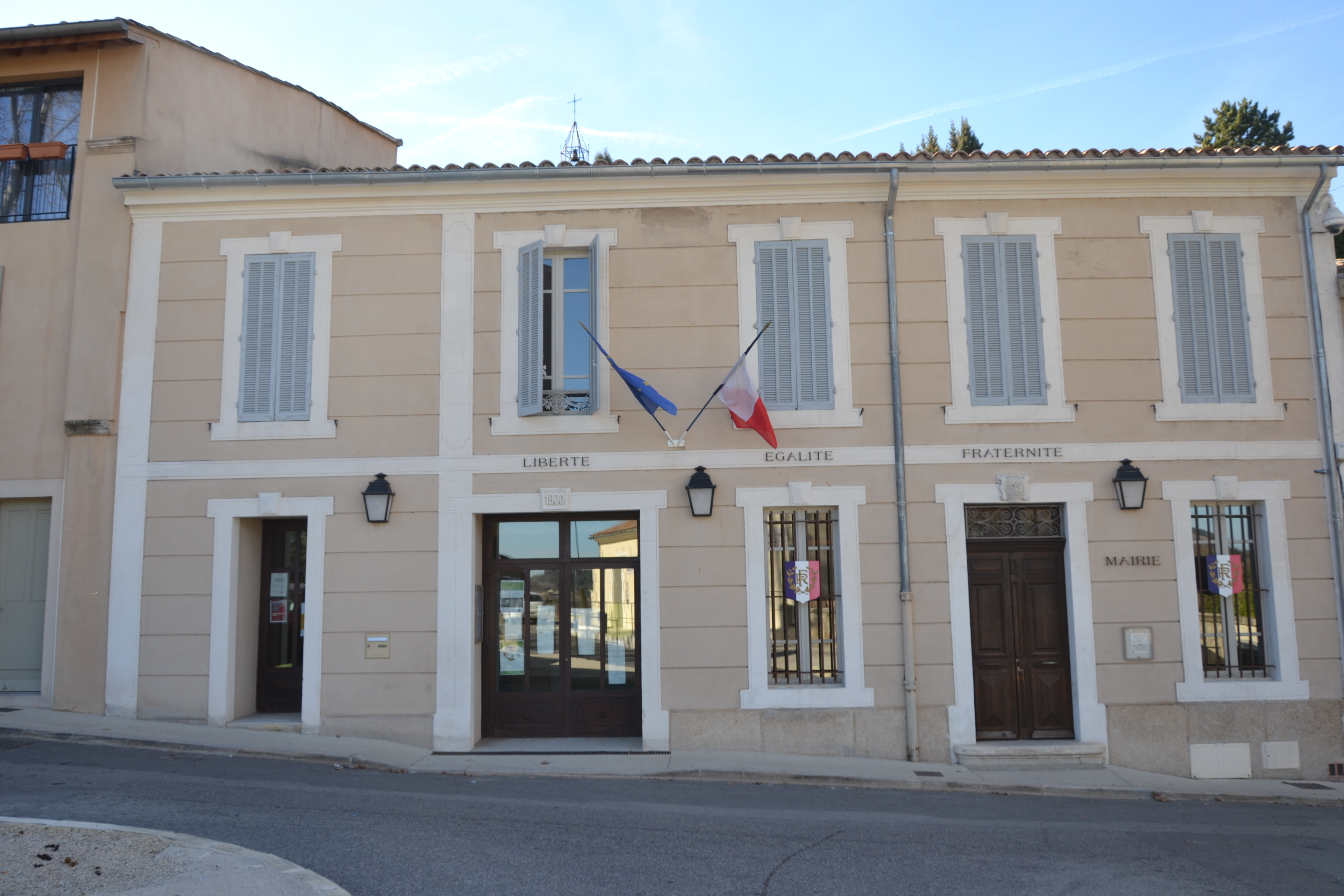
La mairie d'Ansouis.

De 1789 à 1799, les agents municipaux (maires) sont élus au suffrage direct pour 2 ans et rééligibles, par les citoyens actifs de la commune, contribuables payant une contribution au moins égale à 3 journées de travail dans la commune. Sont éligibles ceux qui paient un impôt au moins équivalent à dix journées de travail.
De 1799 à 1848, La constitution du 22 frimaire an VIII (13 décembre 1799) revient sur l’élection du maire, les maires sont nommés par le préfet pour les communes de moins de 5 000 habitants. La Restauration instaure la nomination des maires et des conseillers municipaux. Après 1831, les maires sont nommés (par le roi pour les communes de plus de 3 000 habitants, par le préfet pour les plus petites), mais les conseillers municipaux sont élus pour six ans.
Du 3 juillet 1848 à 1851, les maires sont élus par le conseil municipal pour les communes de moins de 6 000 habitants.
De 1851 à 1871, les maires sont nommés par le préfet, pour les communes de moins de 3 000 habitants et pour 5 ans à partir de 1855.
Depuis 1871, les maires sont élus par le conseil municipal à la suite de son élection au suffrage universel.
| Période                                  | Période  | Identité                  | Étiquette | Qualité |
| ---------------------------------------- | -------- | ------------------------- | --------- | ------- |
| 1945                                     | 1959     | Marcel Allemand           |           |         |
| 1959                                     | 1971     | Bertin Audibert           |           |         |
| 1971                                     | 1989     | Paul Allemand             |           |         |
| 1989                                     | 1995     | Robert Guyon              |           |         |
| 1995                                     | En cours | Géraud de Sabran-Pontevès |           |         |
| Les données manquantes sont à compléter. |          |                           |           |         |

### Instances administratives et judiciaires
Ansouis est une des quatorze communes du canton de Pertuis, qui totalise 32 492 habitants en 2006. Le canton fait partie de l'arrondissement d'Apt depuis 1801 (sauf de 1926 à 1933 où ce fut Cavaillon) et de la cinquième circonscription de Vaucluse depuis 2010 (avant l'ordonnance n° 2009-935 du 29 juillet 2009 elle appartenait à la deuxième circonscription de Vaucluse). Ansouis fait partie du canton de Pertuis depuis 1801 après avoir fait partie du canton de Cucuron de 1793 à 1801. Ansouis fait partie de la juridiction d’instance d’Apt, mais du greffe détaché Pertuis, et de grande instance, de prud'hommale, de commerce et d'affaires de Sécurité sociale d’Avignon.

### Politique environnementale

#### Écologie et recyclage
Collecte et traitement des déchets des ménages et déchets assimilés et protection et mise en valeur de l'environnement dans le cadre de la Communauté de communes Luberon-Durance.
La commune, de par la communauté de communes, fait partie du Syndicat mixte intercommunautaire pour l'étude, la construction et l'exploitation d'unités de traitement des ordures ménagères de la région de Cavaillon (Sieceutom).
La commune fait partie du Syndicat intercommunal à vocations multiples (SIVOM) Durance-Luberon qui est un Établissement public de coopération intercommunale (EPCI) qui regroupe 21 communes des 23 communes (Lourmarin et Vaugines n'en font pas partie) des deux cantons de Pertuis et de Cadenet a pour compétence la distribution de l'eau et l'assainissement. Il a été créé en 1989 par transformation du syndicat intercommunal créé en 1946 mais qui n'avait comme compétence que la distribution de l'eau. Il comprend 42 membres (deux par commune). Son président est Maurice Lovisolo (vie-président du Conseil général de Vaucluse). Le prix de l'assainissement est variable dans chaque commune (à cause de la surtaxe communale) alors que celui de l'eau est identique.

### Fiscalité
| Taxe                                                | Part communale | Part intercommunale | Part départementale | Part régionale |
| --------------------------------------------------- | -------------- | ------------------- | ------------------- | -------------- |
| Taxe d'habitation (TH)                              | 13,69 %        | 0,19 %              | 7,55 %              | 0,00 %         |
| Taxe foncière sur les propriétés bâties (TFPB)      | 16,98 %        | 0,25 %              | 10,20 %             | 2,36 %         |
| Taxe foncière sur les propriétés non bâties (TFPNB) | 40,88 %        | 0,65 %              | 28,96 %             | 8,85 %         |
| Taxe professionnelle (TP)                           | 00,00 %        | 20,36 %             | 13,00 %             | 3,84 %         |

La part régionale de la taxe d'habitation n'est pas applicable.
La taxe professionnelle est remplacée en 2010 par la cotisation foncière des entreprises (CFE) portant sur la valeur locative des biens immobiliers et par la contribution sur la valeur ajoutée des entreprises (CVAE) (les deux formant la contribution économique territoriale (CET) qui est un impôt local instauré par la loi de finances pour 2010).

## Population et société

### Démographie
Les habitants sont nommés les Ansouisiens.

#### Évolution démographique
L'évolution du nombre d'habitants est connue à travers les recensements de la population effectués dans la commune depuis 1793. Pour les communes de moins de 10 000 habitants, une enquête de recensement portant sur toute la population est réalisée tous les cinq ans, les populations de référence des années intermédiaires étant quant à elles estimées par interpolation ou extrapolation. Pour la commune, le premier recensement exhaustif entrant dans le cadre du nouveau dispositif a été réalisé en 2005.

En 2022, la commune comptait 1 066 habitants, en évolution de +2,5 % par rapport à 2016 (Vaucluse : +1,73 %, France hors Mayotte : +2,11 %).
| 1793 | 1800 | 1806 | 1821  | 1831 | 1836  | 1841  | 1846  | 1851 |
| ---- | ---- | ---- | ----- | ---- | ----- | ----- | ----- | ---- |
| 955  | 977  | 993  | 1 075 | 996  | 1 005 | 1 029 | 1 005 | 984  |

| 1856 | 1861  | 1866 | 1872 | 1876 | 1881 | 1886 | 1891 | 1896 |
| ---- | ----- | ---- | ---- | ---- | ---- | ---- | ---- | ---- |
| 991  | 1 028 | 960  | 937  | 886  | 822  | 774  | 708  | 705  |

| 1901 | 1906 | 1911 | 1921 | 1926 | 1931 | 1936 | 1946 | 1954 |
| ---- | ---- | ---- | ---- | ---- | ---- | ---- | ---- | ---- |
| 645  | 680  | 617  | 533  | 501  | 463  | 516  | 519  | 514  |

| 1962 | 1968 | 1975 | 1982 | 1990 | 1999  | 2005  | 2006  | 2010  |
| ---- | ---- | ---- | ---- | ---- | ----- | ----- | ----- | ----- |
| 520  | 525  | 536  | 612  | 892  | 1 033 | 1 091 | 1 105 | 1 125 |

| 2015  | 2020  | 2022  | - | - | - | - | - | - |
| ----- | ----- | ----- | - | - | - | - | - | - |
| 1 051 | 1 058 | 1 066 | - | - | - | - | - | - |

La commune atteint un premier pic lors du recensement de 1821 avec 1 075 habitants avant d'entamer une décroissance régulière atteignant son plus bas lors du recensement de 1931 avec 463 habitants puis très faible hausse jusqu'en 1982 avant de connaître une forte poussée entre 1982 et 1990 (+ 46 %) due à un fort solde migratoire et de retrouver en 2006 le seuil de population de 1821, puis de le dépasser en 2008.

#### Pyramide des âges
En 2018, le taux de personnes d'un âge inférieur à 30 ans s'élève à 26,8 %, soit en dessous de la moyenne départementale (33,6 %). À l'inverse, le taux de personnes d'âge supérieur à 60 ans est de 32,9 % la même année, alors qu'il est de 28,4 % au niveau départemental.
En 2018, la commune comptait 506 hommes pour 529 femmes, soit un taux de 51,11 % de femmes, légèrement inférieur au taux départemental (52,03 %).
Les pyramides des âges de la commune et du département s'établissent comme suit.
| Hommes | Classe d’âge | Femmes |
| ------ | ------------ | ------ |
| 0,2    | 90 ou +      | 1,1    |
| 8,7    | 75-89 ans    | 9,2    |
| 23,4   | 60-74 ans    | 23,1   |
| 27,9   | 45-59 ans    | 27,2   |
| 12,6   | 30-44 ans    | 13,1   |
| 13,7   | 15-29 ans    | 11,3   |
| 13,5   | 0-14 ans     | 15,0   |

| Hommes | Classe d’âge | Femmes |
| ------ | ------------ | ------ |
| 0,8    | 90 ou +      | 1,9    |
| 8,3    | 75-89 ans    | 10,6   |
| 18,1   | 60-74 ans    | 19,1   |
| 20,3   | 45-59 ans    | 19,9   |
| 17,6   | 30-44 ans    | 17,6   |
| 16,1   | 15-29 ans    | 14,4   |
| 18,9   | 0-14 ans     | 16,4   |

#### Superficie et population
Le village d'Ansouis a une superficie de 1 763 ha et une population de 1 138 habitants, ce qui le classe :
| Rang                       | Superficie | Population | Densité |
| -------------------------- | ---------- | ---------- | ------- |
| France                     | 8603e      | 9874e      | 12368e  |
| Provence-Alpes-Côte d'Azur | 418e       | 631e       | 375e    |
| Vaucluse                   | 81e        | 84e        | 75e     |
| Arrondissement d'Apt       | 27e        | 36e        | 20e     |
| Canton de Pertuis          | 6e         | 8e         | 6e      |

### Enseignement
La commune possède une école primaire publique, les élèves sont ensuite affectés au Collège Albert Camus à La Tour d'Aigues,, puis le lycée Val de Durance à Pertuis (enseignement général) ou Lycée Alexandre Dumas à Cavaillon soit Lycée Alphonse Benoit à L'Isle-sur-la-Sorgue (enseignements techniques).

### Santé
On trouve sur la commune médecin, infirmière et kinésithérapeute. À quelques kilomètres on trouve la ville de Pertuis, ville équipée d'un hôpital de proximité, qui comporte 159 lits (médecine : 37, chirurgie : 19, gynéco-obstétrique : 24, moyen séjour : 19, long séjour : 60) plus une maternité de 22 lits. En 2007, l'hôpital a réalisé 45 405 journées d'hospitalisation et 764 accouchements. On y recensait aussi trois maisons de retraites en 2008, une publique : la maison de retraite Albrecht et 2 privées : Résidence 3e âge les Maisons du Soleil et la Résidence Saint-Roch.

### Vie locale
Chaque dimanche matin se tient dans le village un marché provençal.
- Presse-tabac, boulangerie
- Bibliothèque
- Crèche
- Club sportif

## Économie
De nos jours, le tourisme et les vignes sont les deux principaux moteurs du village.

### Tourisme
Avec sa proximité du Luberon et de son riche patrimoine, le tourisme occupe directement ou indirectement une place importante dans l'économie de la commune. Un office de tourisme a d'ailleurs été mis en place sur la commune.

### Agriculture

#### Vignes

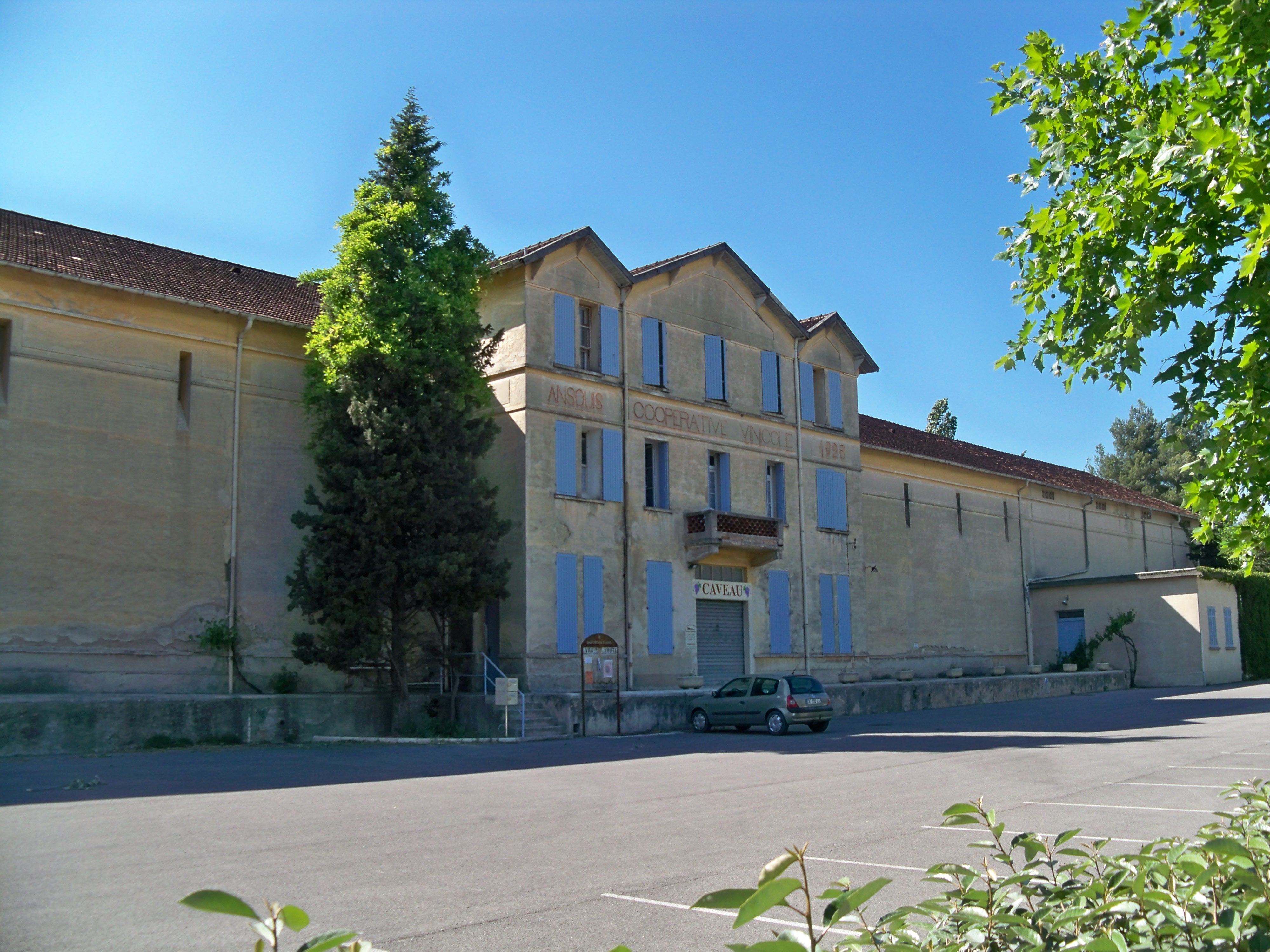
Cave coopérative vinicole d'Ansouis.

La commune produit des vins AOC Côtes-du-luberon. Les vins qui ne sont pas en appellation d'origine contrôlée peuvent revendiquer, après agrément, le label Vin de pays d'Aigues.
La société coopérative constituée en 1936 a fait construire le bâtiment de la coopérative céréalière en 1937 (architectes Champollion et Collet) ; il a été agrandi en 1955 (architecte Valentin), on a ajouté un nouveau bâtiment en 1975, prolongé en 1985 ; la capacité de stockage actuelle est de 16 000 quintaux.

#### Pomme de terre de Pertuis

Logo.

En 2008 est créée la Confrérie de la pomme de terre de Pertuis. Le 29 janvier 2010, la pomme de terre de Pertuis devient une marque des cantons de Pertuis, Cadenet, Lambesc, Peyrolles.

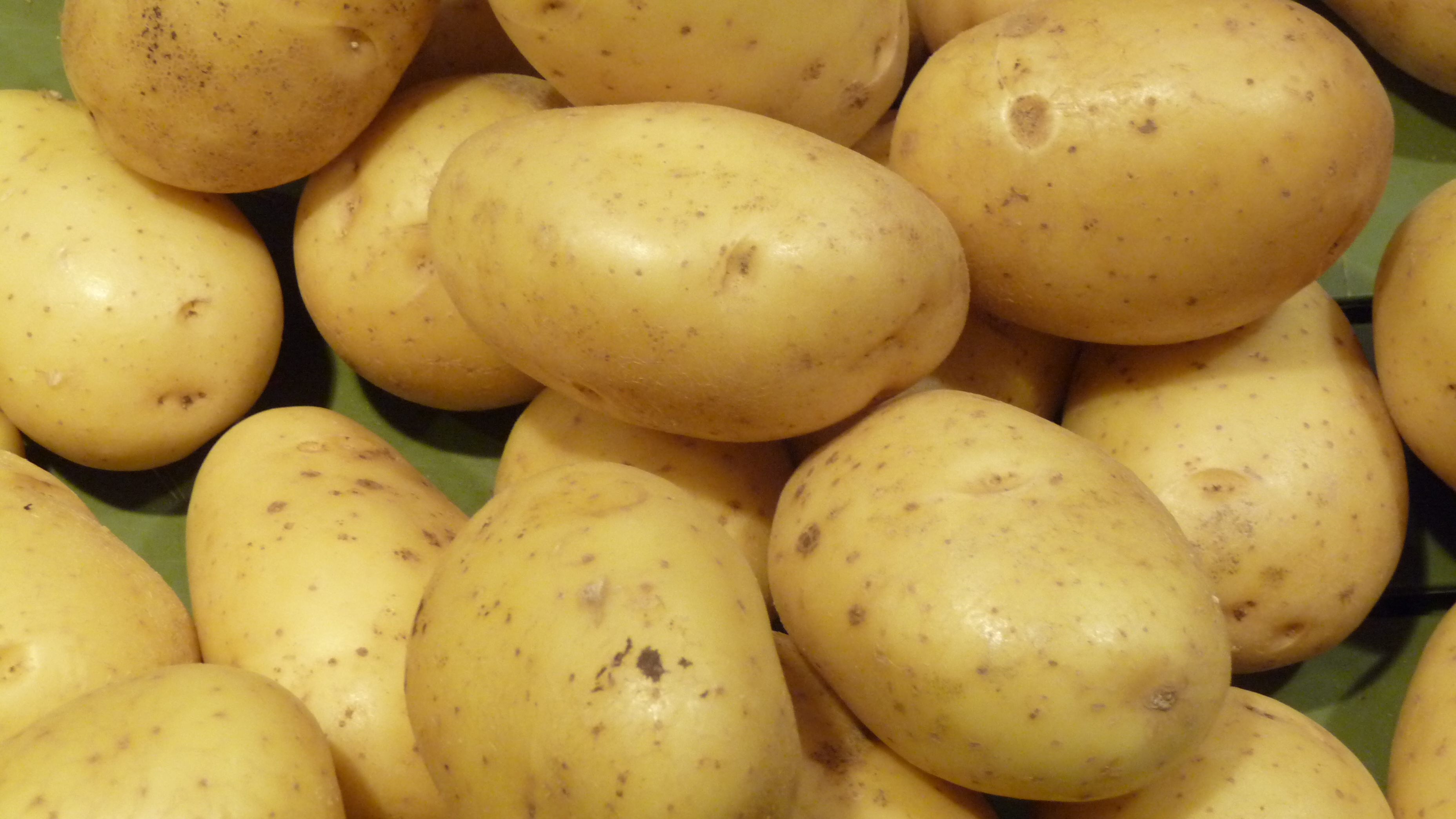
Pommes de terre Monalisa.

Appréciée pour sa valeur gustative et sa belle tenue au niveau de la conservation, elle possède une typicité liée au terroir sableux-limoneux très favorable de la plaine de la Durance. Une pomme de terre à chair jaune : les variétés les plus cultivées sont Monalisa et Samba non lavée, ce qui en favorise la conservation. Elle est cultivée dans la région de Pertuis, Cadenet, Lambesc, Peyrolles et conditionnée en sacs portant le logo officiel « Pomme de terre de Pertuis ».
La route gourmande de la pomme de terre de Pertuis parcourt tout le bassin de production de la pomme de terre de Pertuis : le Pays d'Aix-en-Provence, le Luberon et la Vallée de la Durance.

#### Huile d'olive de Provence AOC

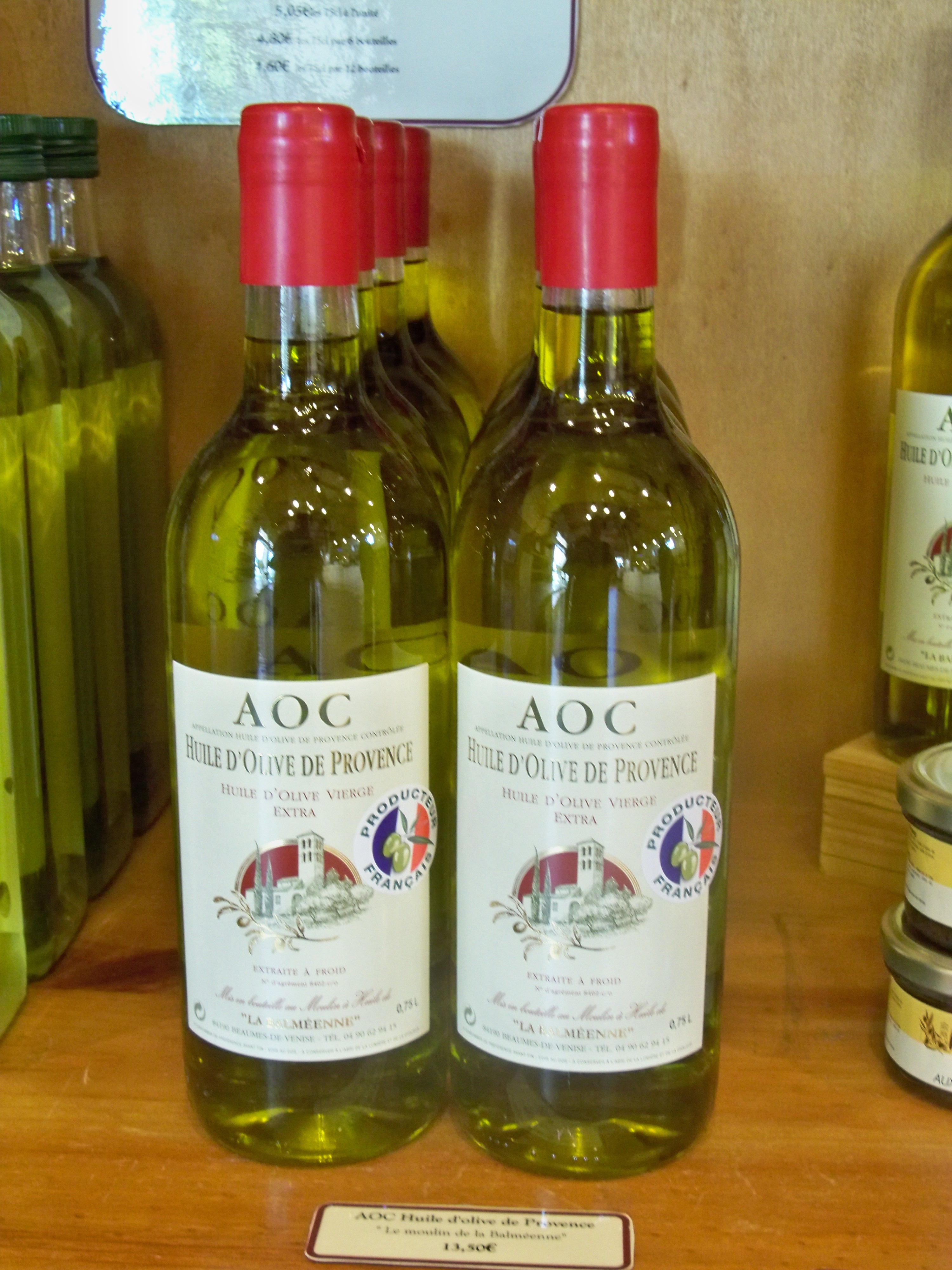
Huile de Provence AOC.

L'huile d'olive de Provence est protégée par une appellation d'origine contrôlée (AOC) à la suite d'une enquête diligentée par l'INAO, dont les conclusions ont été déposées auprès de la commission le 26 octobre 2006, réunie à Arles, et la signature du décret paru au Journal officiel le 14 mars 2007.
Pour pouvoir postuler à l'AOC, l'huile d'olive de Provence doit être élaborée à base des variétés aglandau, bouteillan, cayon, salonenque ainsi que celles dénommées localement brun, cayet, petit ribier et belgentiéroise. Il faut au moins deux de ces variétés principales présentes au sein de l'oliveraie,. Dans la commune d'Ansouis, quelques oliveraies répondent à ces critères.

#### Cerises
À Ansouis sont cultivées des cerises ayant l'Indication géographique protégée : cerises du Ventoux, à savoir que la cerise des coteaux du Ventoux se caractérise par sa production dans la zone des coteaux du Ventoux, par sa cueillette à maturité optimale et par son calibre moyen minimum garanti à 24 mm.

### Entreprises
Les plus grosses entreprises de la commune sont Amourdedieu et fils (Travaux de terrassement courants et travaux préparatoires) (crée le 1er mai 1995) avec un chiffre d'affaires 3 293 000 € au 31 août 2009 pour 27 employés (contre 3 085 000 € au 31 août 2008 et 24 employés) en hausse de 6,74 % et la Coop vinicole Côteaux d'Ansouis (cave vinicole immatriculée le 23 octobre 2002 avec un chiffre d'affaires de 1 849 000 € au 31 juillet 2009 contre 1 778 000 € au 31 juillet 2008).

## Culture et patrimoine

### Lieux et monuments
- Château, ancienne demeure de la famille de Sabran (Xe siècle). Forteresse à l'origine, elle fut modifiée aux XIIe et XIIIe siècles en château, puis aux XVe et XIXe siècles. Jardins à la française. Le château d'Ansouis est l’un des plus beaux du Luberon.

Le corps du bâtiment actuel date du XVIIe. Le château, non occupé, se visite. On peut y admirer la terrasse aux lions, les jardins avec leurs vases du XVIIe, la porte d’entrée ornée de claveaux en bossage.

Le château
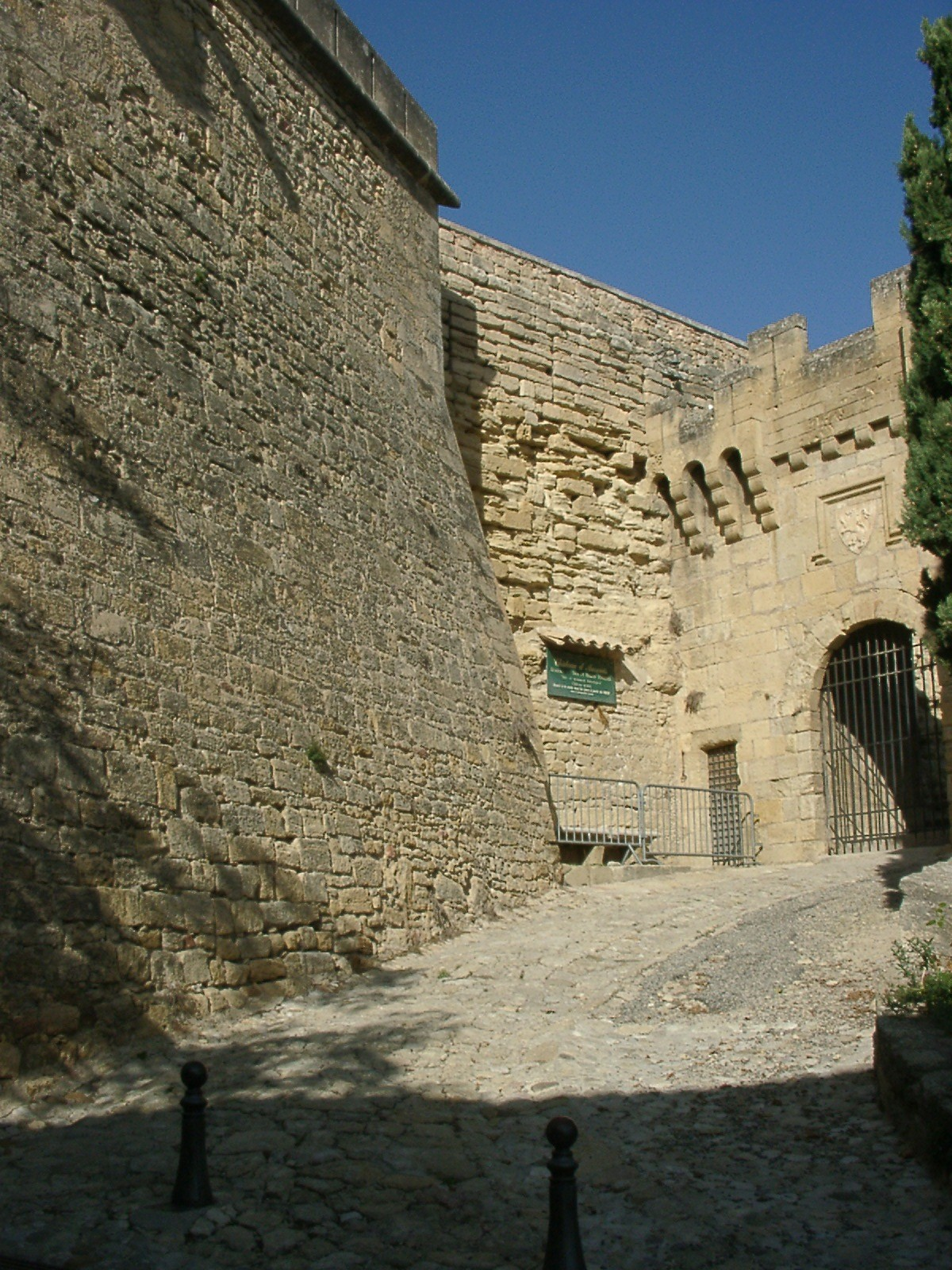
Accès au château
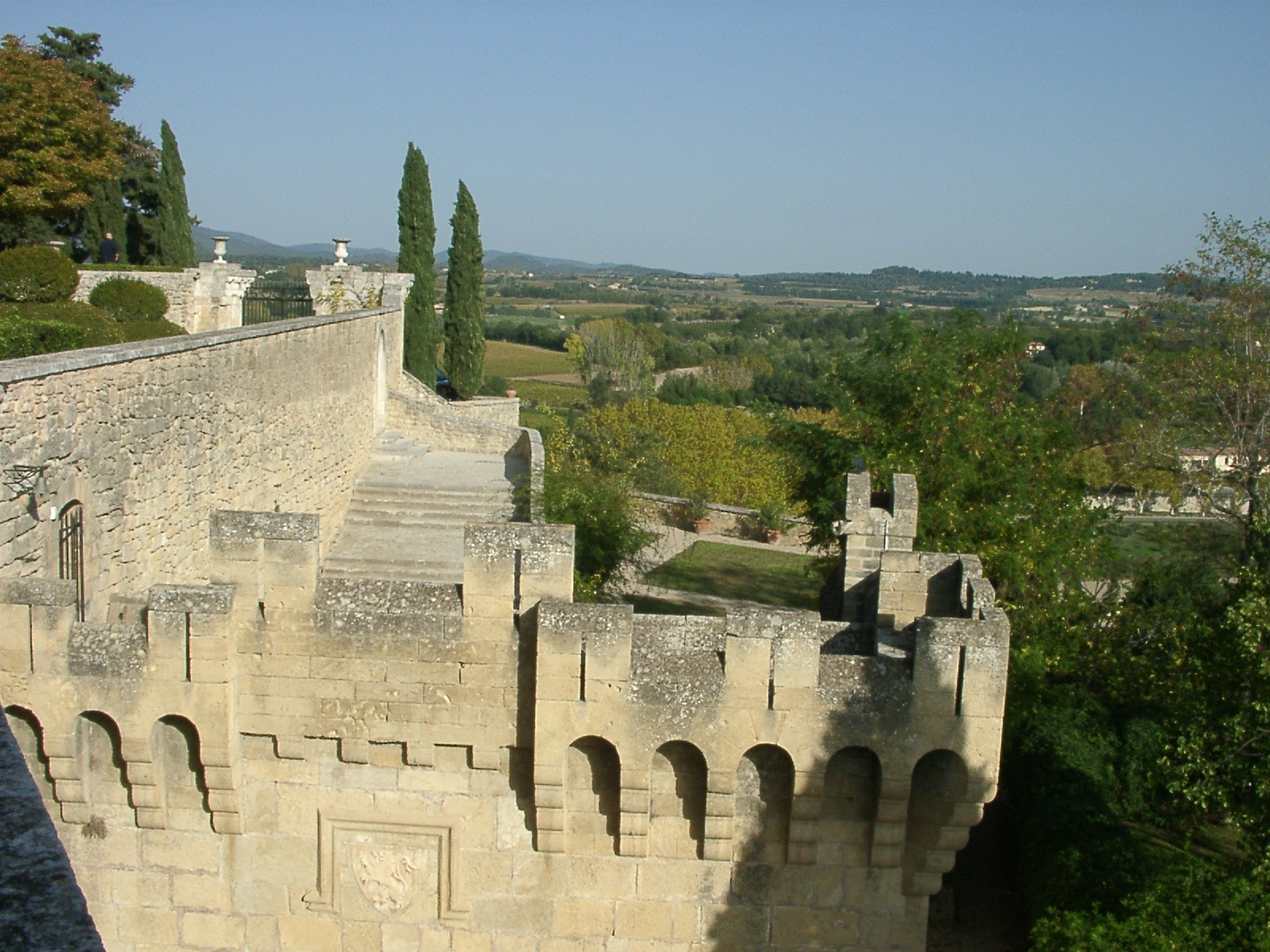
Vue depuis le château
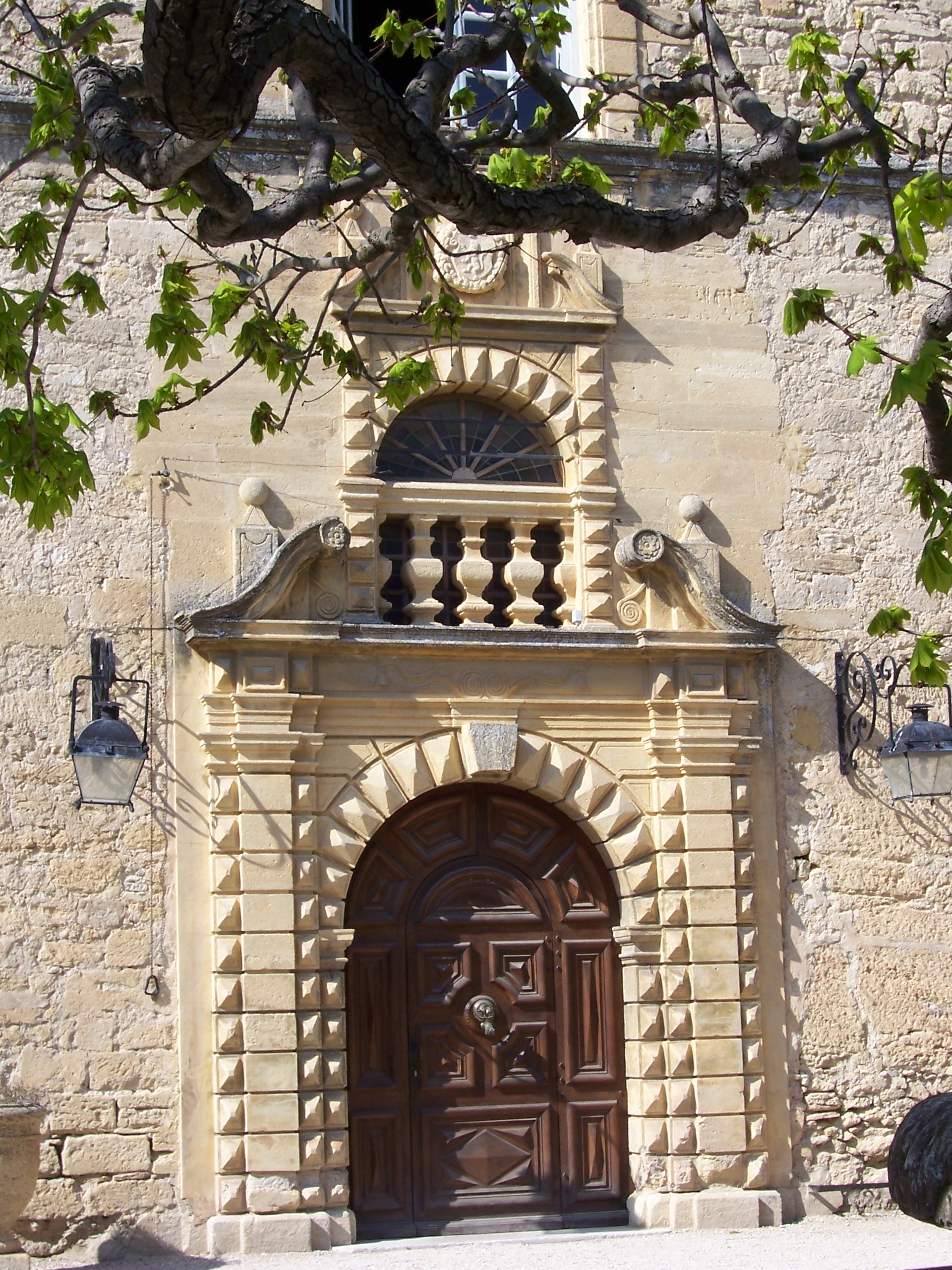
Entrée du château.
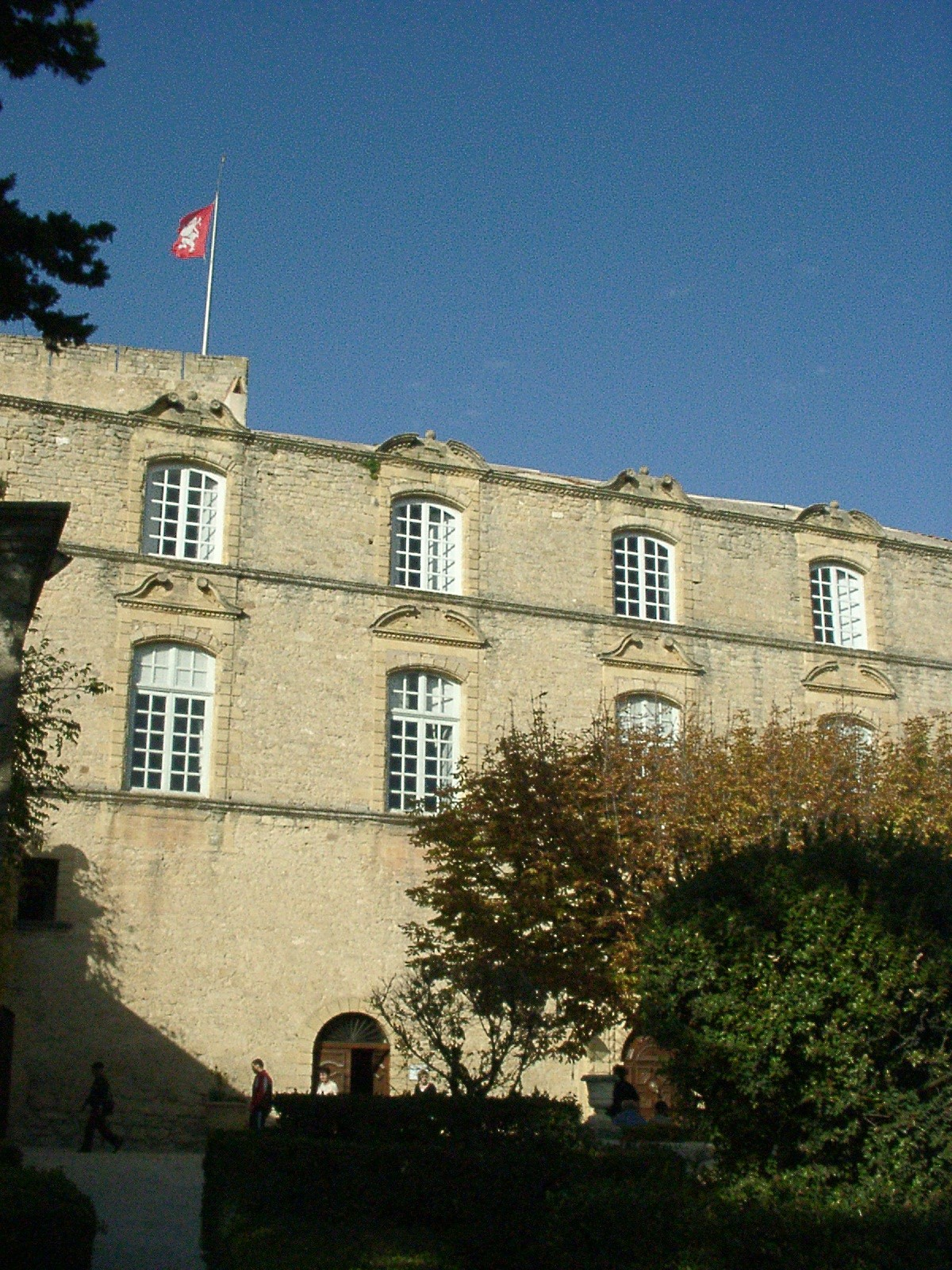
Façade renaissance du château.
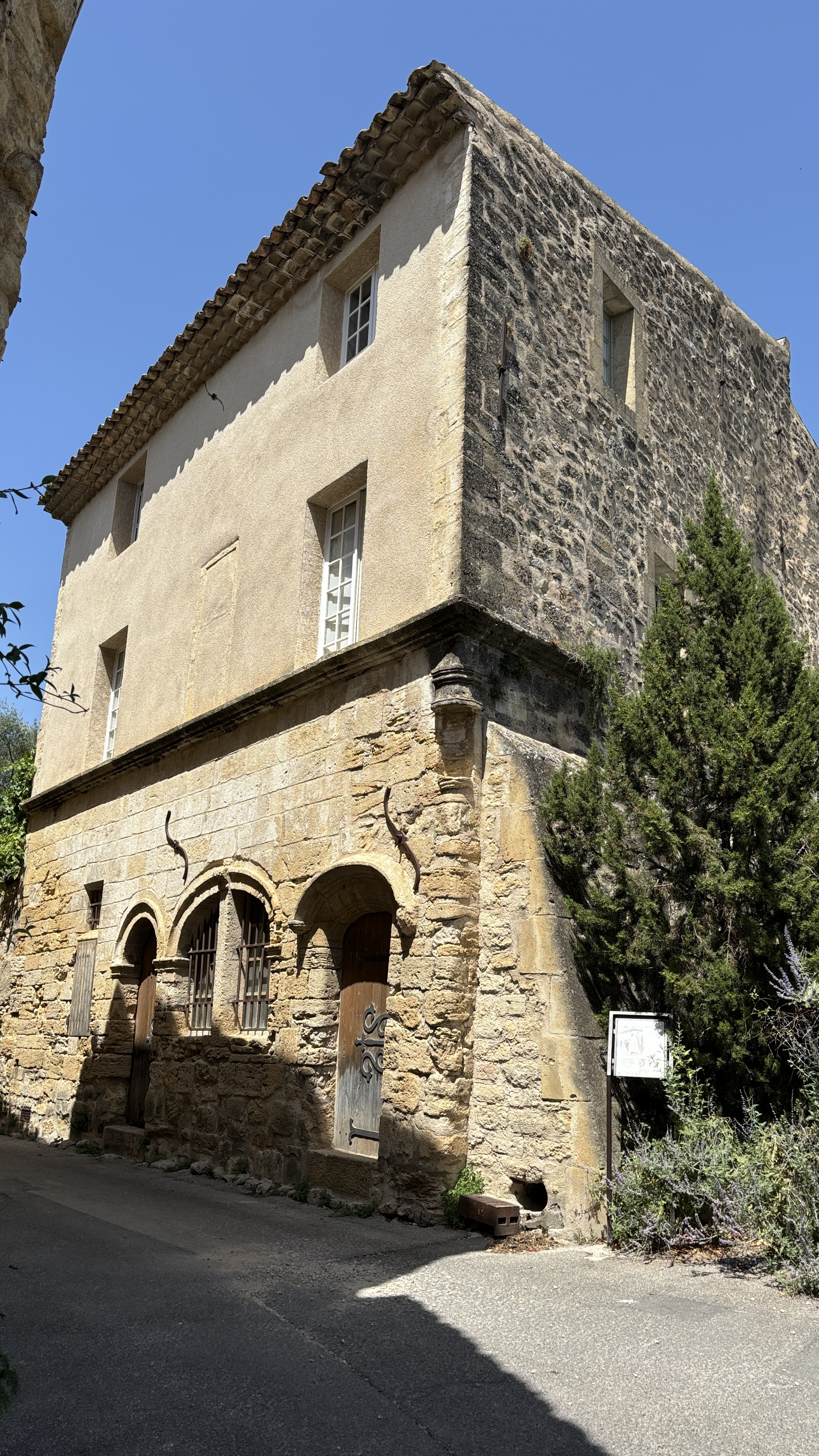
Maison des consuls

- Église paroissiale Saint-Martin (post XIIIe siècle). L'édifice a été classé au titre des monuments historiques en 1988[80].

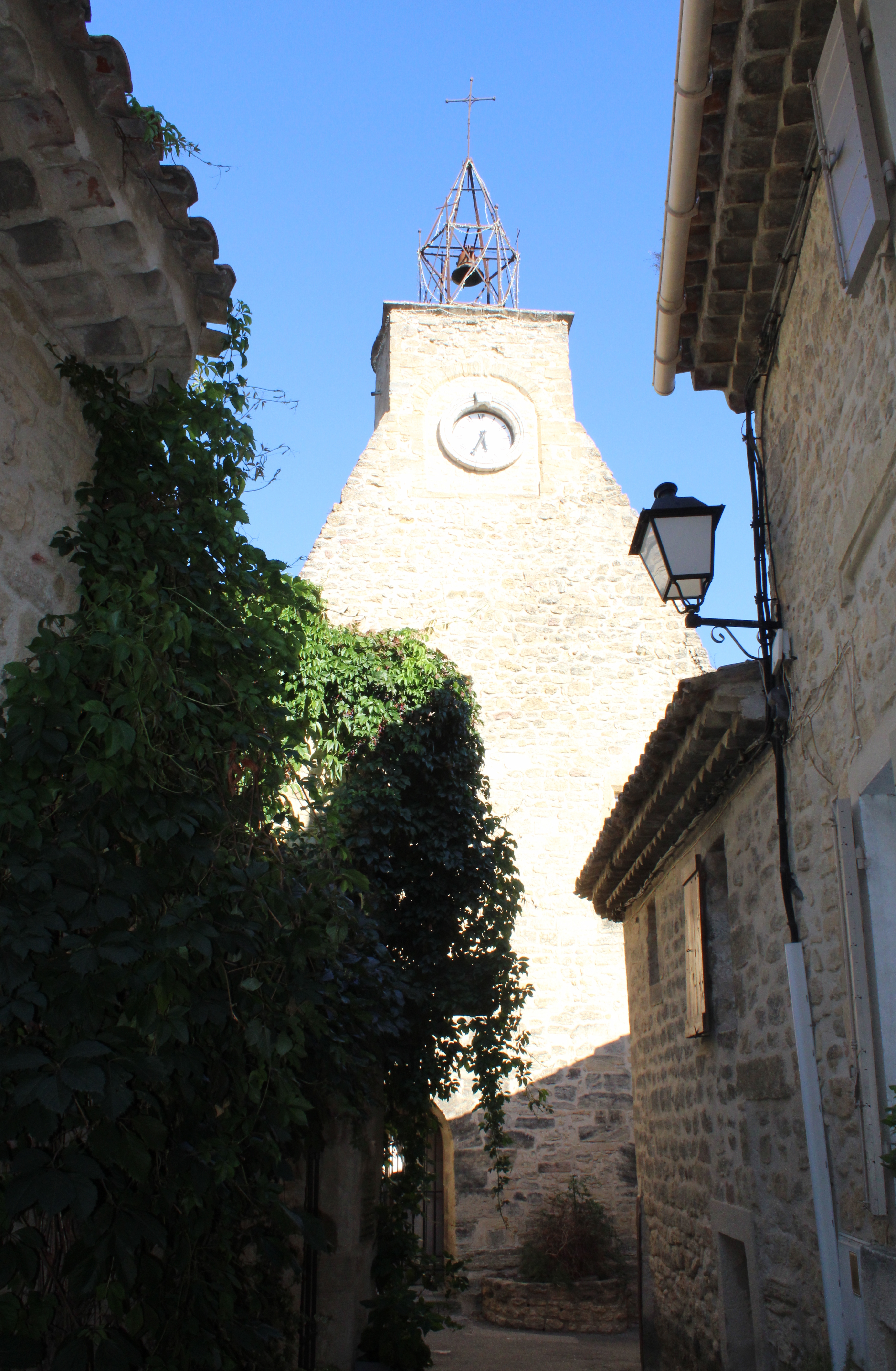
Le beffroi surmonté d'un campanile, édifié au XVIIe siècle.
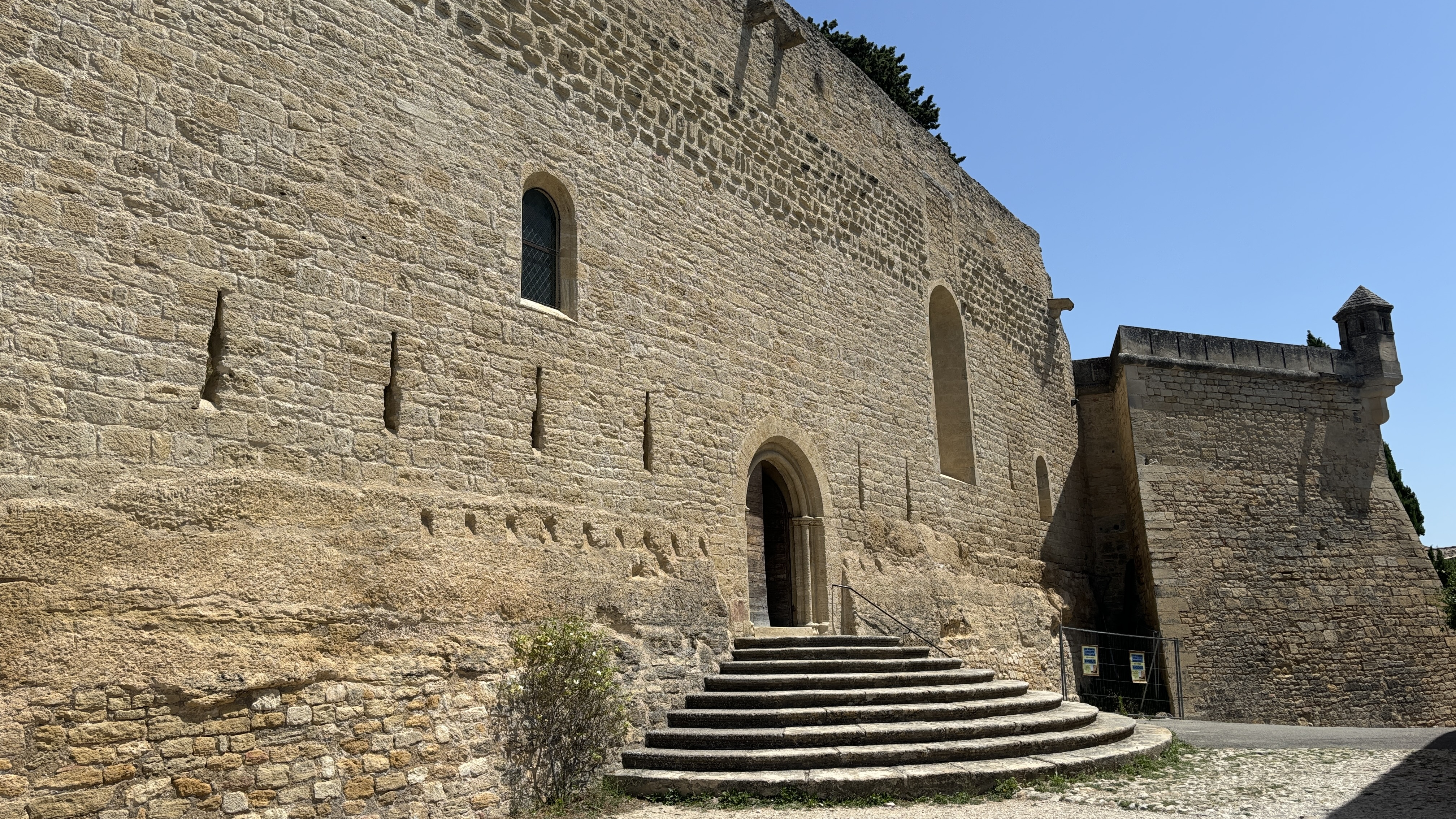
Parvis de l'église.
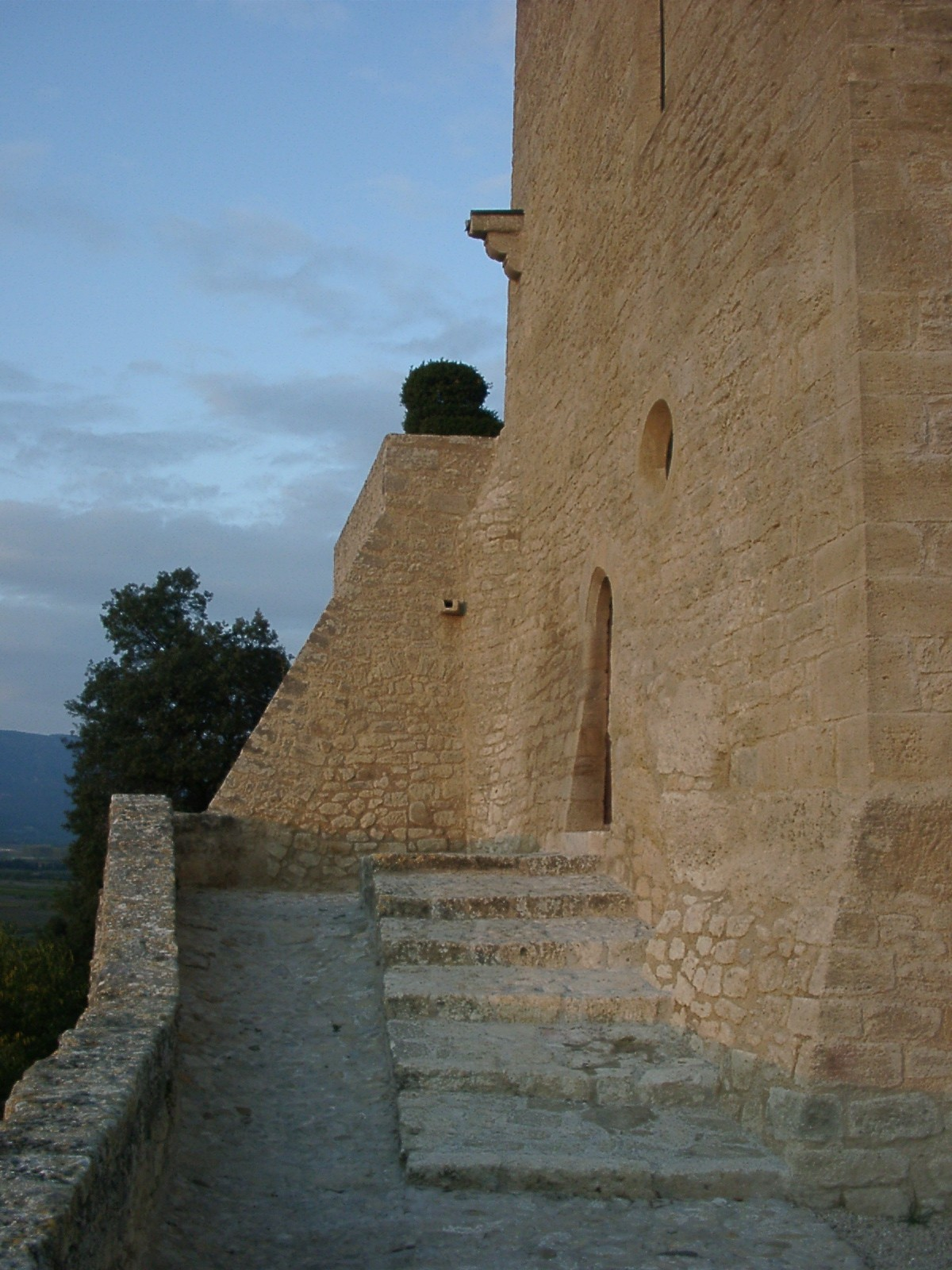
Entrée est de l'église.
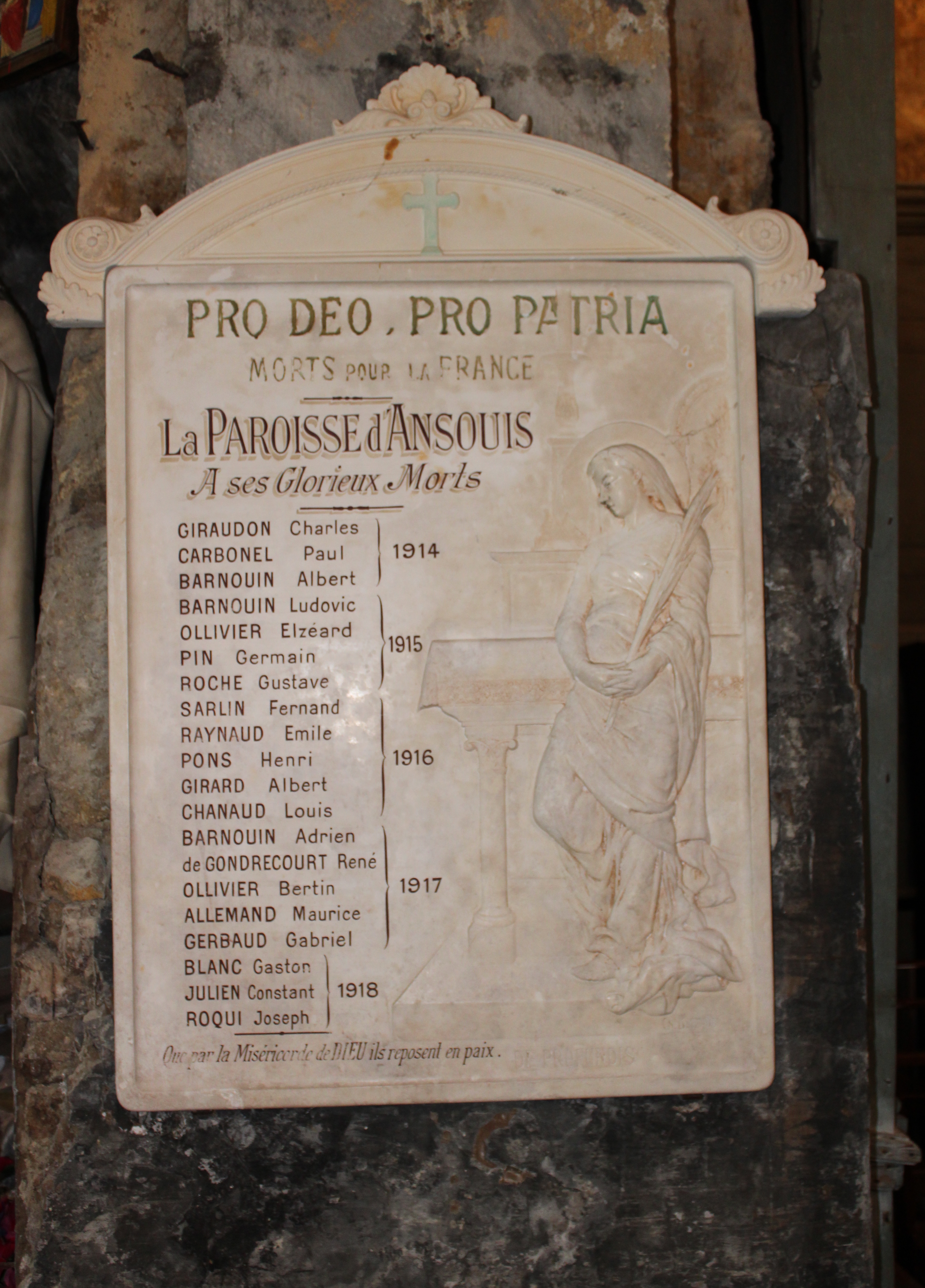
Plaque hommage aux victimes 14-18 à l'intérieur de l'église.

- Remparts.
- Musée des Arts et des Métiers du vin - Château Turcan.

Collection privée au cœur d'un domaine viticole. Présentation de plus de 3 000 objets exceptionnels dans des bâtiments récemment rénovés. Carré des pressoirs de 400 m2 et galerie des chefs-d'œuvre.

Musée des Arts et des Métiers du vin
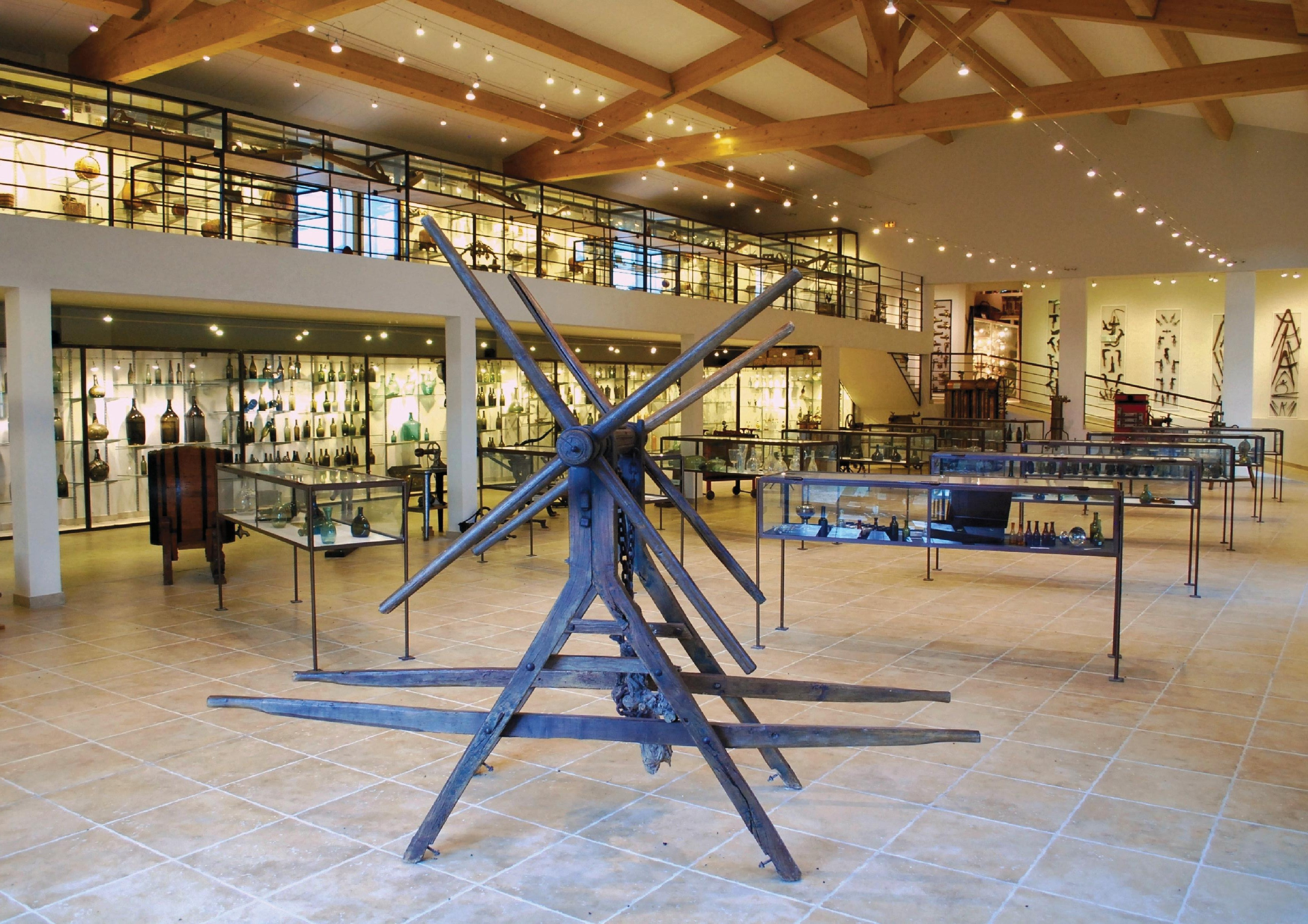

- Musée extraordinaire de Georges Mazoyer.[réf. nécessaire] Une grotte marine a été aménagée dans les caves voûtées du XVe siècle.

### Personnalités liées à la commune

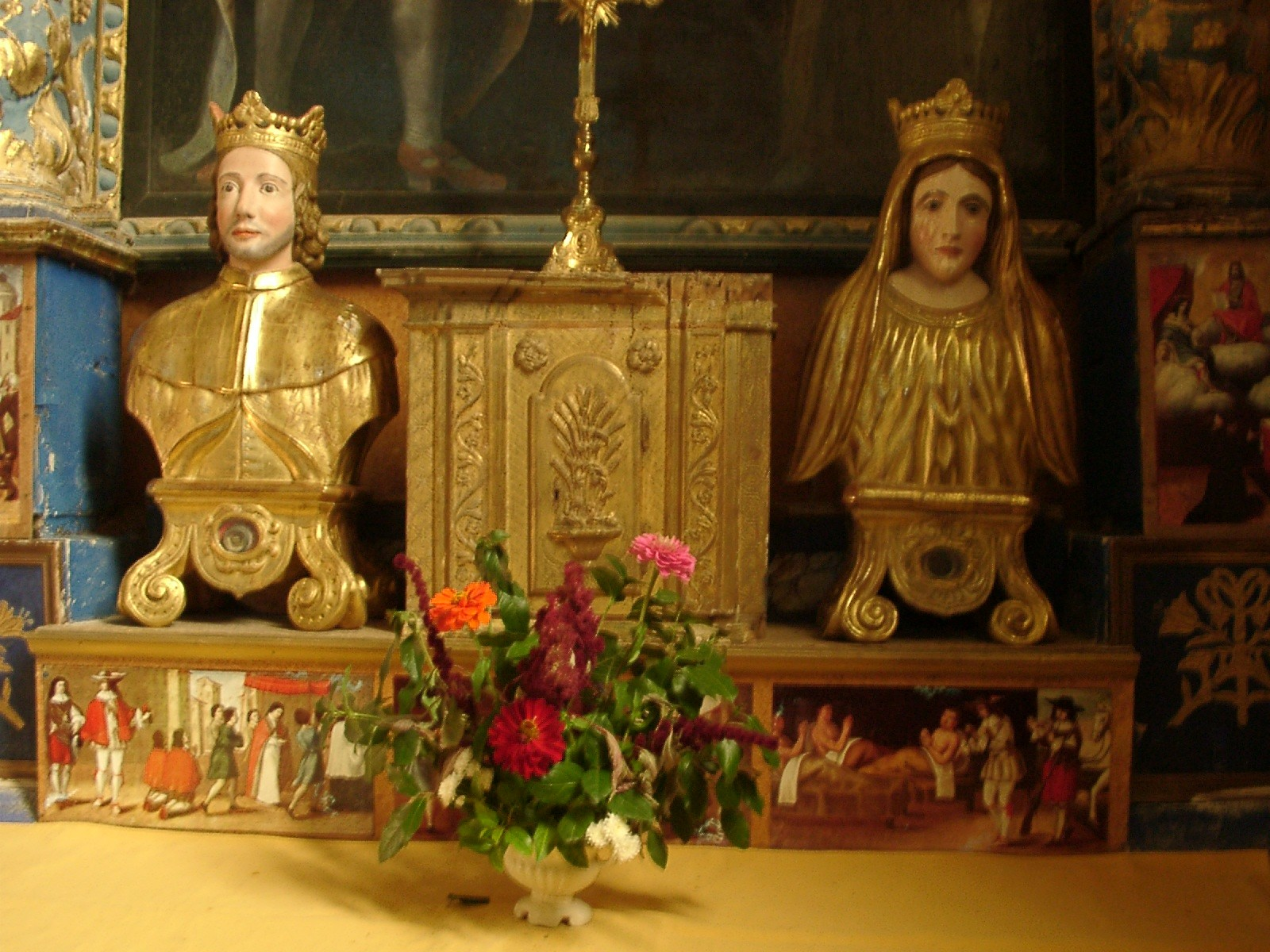
Reliquaires de saint Elzéar et sainte Delphine.

Parmi les personnalités liées à la commune, on peut noter Elzéar de Sabran (né en 1285 à Cabrières-d'Aigues - mort en 1323 à Paris) et Delphine de Sabran (née en 1283 à Puimichel - morte le 26 novembre 1360 à Apt), dont les reliques sont conservées dans l'église d'Ansouis.

### Héraldique
| Blason de Ansouis | Blason  | De gueules au lion d'or.                         |
| Blason de Ansouis | Détails | Le statut officiel du blason reste à déterminer. |

### Au cinéma
Les films Jean de Florette et Manon des sources de Claude Berri ont été tournés à Ansouis.